# SUPER EIGHT
SUPER EIGHT（スーパーエイト）は、日本の男性アイドルグループ、ロックバンド。所属事務所はSTARTO ENTERTAINMENT。所属レーベルは自身が設立した自主レーベルのINFINITY RECORDS。公式ファンネームは「eighter」（エイター）。2024年2月4日より関ジャニ∞（かんジャニエイト）から現名称にグループ名を変更した。

## 概要
メンバー全員が関西（近畿地方）出身で、ジャニーズ事務所所属の関西出身グループとしてはKinKi Kids以来2組目となる。
2002年12月18日、横山裕・渋谷すばる・村上信五・錦戸亮・V.WEST（丸山隆平・安田章大・内博貴）が関西ジャニーズJr.として出演していたテレビ番組『J³ KANSAI』（関西テレビ）に大倉忠義が加入し、同時に8人編成で「関ジャニ8」（かんジャニエイト）を結成。ジャニーズJr.内のグループとして活動がスタートした。
グループ名は、レギュラー番組を放送していた関西テレビのチャンネル番号「8」に由来している。
2004年8月25日、シングル『浪花いろは節』で関西地区限定ながらCDデビューを果たした。これに合わせ、「無限大の可能性」の意味を込めて「8」を横に倒し「関ジャニ∞」（読み同じ）と表記を変更した。同年9月22日、同曲で全国デビューを果たした。
その後、2006年に内、2018年に渋谷、2019年に錦戸が脱退し、2019年からは5人体制で活動している。
2013年発売の23rdシングル『へそ曲がり/ここにしかない景色』より、当時のグループ名の「関ジャニ（KANJANI）」をアルファベット化し、頭文字のKを赤い唇のようにデザインした、通称「クチビルくん」が使用されている。後述の改名後は「クチビルくん」の歯にあたる部分の文字が「KANJANI」から「EIGHT」に変更され、色も赤から金色に変更された。

2024年2月4日、ジャニー喜多川による性加害問題の影響で、表記の変更はありつつも2002年の結成時から約22年間使用し続けてきた「関ジャニ∞」から「SUPER EIGHT」（スーパーエイト）にグループ名を変更した。

## メンバー

### 現メンバー
| 名前                              | 生年月日               | 血液型 | 出身地 | メンバーカラー | 担当楽器                                    | 楽器備考  |
| --------------------------------- | ---------------------- | ------ | ------ | -------------- | ------------------------------------------- | --------- |
| 横山 裕 （よこやま ゆう）         | 1981年5月9日（44歳）   | A型    | 大阪府 | 黒             | ボーカル パーカッション トランペット ギター |           |
| 村上 信五 （むらかみ しんご）     | 1982年1月26日（43歳）  | AB型   | 大阪府 | 紫             | ボーカル キーボード ピアノ                  |           |
| 丸山 隆平 （まるやま りゅうへい） | 1983年11月26日（41歳） | A型    | 京都府 | オレンジ       | ボーカル ベース                             | [ 注 12 ] |
| 安田 章大 （やすだ しょうた）     | 1984年9月11日（40歳）  | A型    | 兵庫県 | 青             | メインボーカル ギター                       | [ 注 13 ] |
| 大倉 忠義 （おおくら ただよし）   | 1985年5月16日（40歳）  | O型    | 大阪府 | 緑             | ボーカル ドラムス                           | [ 注 14 ] |

- バンドスタイルは2002年の関ジャニ∞結成前から渋谷・丸山・安田・錦戸・大倉を中心に披露していたが、2006年以降は横山・村上もバンドスタイルでそれぞれの楽器を演奏している[23]。
- タンバリンなどのパーカッションは、横山以外が演奏する場合もある[注 15]。
- 渋谷在籍時の7人体制では、渋谷・錦戸の2人がメインボーカルであったが、他のメンバーが歌唱していないわけではなく、内在籍時の8人体制から5人体制までボーカルは基本的に全員で行っている。
- 渋谷脱退後の6人体制では、公式でメインボーカルの担当は明確にされていないが、主に錦戸・安田の2人がメインボーカルを務めていた[32]。さらに、脱退後の渋谷パートの引き継ぎについても、6人体制の披露時は、錦戸・安田を中心に、各メンバーにそれぞれ振り分けられた。
- 錦戸脱退後の5人体制では、安田がメインボーカルを務めている[30][33][注 16]。
- 横山がギターを担当して以降、横山の担当楽器はパーカッションを省略し、「トランペット、ギター」と表記される場合もある[37]。

### 元メンバー
| 名前                            | 生年月日              | 血液型 | 出身地 | メンバーカラー | 担当楽器                             | 楽器備考  | 備考 |
| ------------------------------- | --------------------- | ------ | ------ | -------------- | ------------------------------------ | --------- | --- |
| 内 博貴 （うち ひろき）         | 1986年9月10日（38歳） | AB型   | 大阪府 | ピンク         | ボーカル                             |           | - 2005年7月、未成年飲酒が発覚し、個人およびグループとしての活動を休止。 - 2006年12月31日、関ジャニ∞からの脱退を発表。 - 以降、事務所は退所せずにソロとして活動。 |
| 渋谷 すばる （しぶたに すばる） | 1981年9月22日（43歳） | O型    | 大阪府 | 赤             | メインボーカル ギター ブルースハープ |           | - 2018年4月15日、ジャニーズ事務所からの退所を発表。 - 同年7月9日、関ジャニ∞としての活動を終了。 - 同年12月31日、ジャニーズ事務所を退所。 - 2019年2月28日より、ソロアーティストとして活動。 |
| 錦戸 亮 （にしきど りょう）     | 1984年11月3日（40歳） | O型    | 大阪府 | 黄             | メインボーカル ギター                | [ 注 17 ] | - 2019年9月3日、ライブツアー『十五祭』の千秋楽をもって関ジャニ∞としての活動を終了。 - 同年9月5日、グループからの脱退およびジャニーズ事務所からの退所を発表。 - 同年9月30日、ジャニーズ事務所を退所。 - 同年10月1日より、ソロアーティストとして活動。 - 同年12月6日より、赤西仁との共同プロジェクト・N/Aとしても並行して活動。 |

## 年譜

### 2002年
- 8月4日 - 25日、大阪・大阪松竹座にて、後に関ジャニ∞のメンバーとなる横山裕・渋谷すばる・村上信五・丸山隆平・安田章大・錦戸亮・大倉忠義・内博貴が全員出演し、関西ジャニーズJr.として主演を務めた舞台『ANOTHER』を上演[46][47]。しかし、同作で大倉以外の7人は主演だったのに対し、大倉だけは個人の役名が無い「島の男」という役であった[48]。
- 12月18日、横山・渋谷・村上・錦戸・V.WEST（丸山・安田・内）が出演していたレギュラー番組『J³ KANSAI』（関西テレビ）に大倉の加入が発表され、大倉を含めた8人体制で関ジャニ8[注 7]が結成された[49][9][10][11]。さらに、グループが結成された同回にて「Do you agree?」が披露された[49]。
- 12月19日 - 25日、大阪松竹座にて、関ジャニ8として初となるライブ『関ジャニ8 X'masパーティー2002』を開催[50][9]。

### 2003年
- 4月3日、『J³ KANSAI』から引き継ぎ、関ジャニ8初となる冠番組『ほんじゃに!』（関西テレビ）が放送開始[51]。
- 8月2日 - 24日、大阪松竹座にて、関ジャニ8結成後初となるグループ主演舞台『関ジャニ8 サマースペシャル2003 DOUTON BOYS』を上演[52]。
- 9月、錦戸・内がNEWSのメンバーに選ばれ、同年11月にはシングル『NEWSニッポン』でNEWSとしてCDデビュー[53]。以降、内は関ジャニ∞の脱退まで[17]、錦戸は2011年10月まで両グループを兼任して活動を行っていた[54]。後に関ジャニ∞もCDデビューすることになるため、期間限定を除くCDデビューしたグループに複数所属するのはジャニーズ事務所としては初の試みであった[55]。
- 12月18日 - 25日、大阪松竹座にて、2年目となるクリスマスライブ『関ジャニ8 X'masパーティー2003』を開催[51]。

### 2004年
- 4月7日、関東地方の番組で初のグループの冠番組『裏ジャニ』（テレビ東京）が放送開始[9]。
- 4月30日 - 5月7日、大阪・梅田コマ劇場にて、1月に錦戸と内を除く6人が出演した舞台『DREAM BOY』の追加公演として、ツアー中の滝沢秀明に代わり、関ジャニ8とKAT-TUNが主演となる『DREAM BOY "KAT-TUN&関ジャニ8編"』を上演[56]。また、翌5月8日から23日にかけて、滝沢が合流した『DREAM BOY "タッキー編"』にも出演した[56]。
- 8月7日 - 29日、大阪松竹座にて、3年目となる夏のグループ主演舞台『関ジャニ8 サマースペシャル2004 サマー・ストーム』を上演[9]。
- 8月25日、1stシングル『浪花いろは節』をテイチクエンタテインメント内の演歌・歌謡曲系のレーベルであるテイチクレコードから発売し、関西地区限定でCDデビューを果たした[14]。これに合わせ、「無限大の可能性」の意味を込めて「8」を横に倒し「関ジャニ∞」と表記を変更した[11]。同作はオリコンチャートの総合チャートでは週間5位だったものの、演歌・歌謡曲チャートでは週間1位を獲得し、演歌のデビューシングルとして様々な記録を打ち立てた[57]。
- 9月22日、前述の1stシングル『浪花いろは節』で全国デビューを果たした[16]。全国盤の発売により、関西盤の発売から5週目にして初のオリコン総合チャートで1位を獲得した[58]。
- 10月2日、自身初の冠ラジオ番組『聞くジャニ∞』（MBSラジオ）が放送開始[59]。
- 11月27日、東京・東京国際フォーラムにて、東京での初のワンマンライブ『感謝 ni ∞ in 東京』を開催[9]。
- 12月15日、自身初のアルバムとなる1stミニ・アルバム『感謝=∞』を発売[9]。
- 12月18日 - 25日、大阪松竹座にて、3年目となるクリスマスライブ『関ジャニ∞ X'masパーティー2004』を開催[9]。

### 2005年
- 3月30日、自身初のライブDVD『Excite!!』を発売[60]。
- 4月4日より、新曲「桜援歌」がNHK教育アニメ『忍たま乱太郎』の第13シリーズのエンディングテーマに起用された[61]。自身初の主題歌タイアップとなった[62]。その後、第14シリーズも引き続き担当[63]。
- 4月6日、『裏ジャニ』から引き継ぎ、冠番組『∞のギモン』（テレビ東京）が放送開始[9]。
- 4月27日 - 5月15日、梅田芸術劇場にて、関ジャニ∞とKAT-TUNが共にグループで主演を務めた舞台『Hey! Say! DREAM BOY』を上演[64]。なお、村上は出演せず、錦戸と内はNEWSのライブツアー終了後に出演となったが[65]、内は肺気胸のために緊急入院となり途中降板となった[66]。
- 6月30日、同年7月30日公開の劇場アニメ『ロボッツ』（20世紀フォックス配給）の日本版応援ソングに新曲「無限大」が起用された[67]。
- 7月、内（当時18歳）が未成年飲酒の発覚により芸能活動を無期限休止[39]。以降、2018年まで7人体制での活動となる[注 18]。
- 7月30日・31日、自身初の大阪・大阪城ホールでのワンマンライブ『関ジャニ∞ サマースペシャル2005〈前夜祭〉』を開催[9]。7人での初の公の場となった[69]。
- 8月5日 - 28日、4年目となる夏のグループ主演舞台『関ジャニ∞ サマースペシャル2005 Magical Summer』を上演[9]。
- 8月22日より、新曲「好きやねん、大阪。」が起用され、グループで出演したハウス食品『好きやねん』のテレビCMが関西・四国地区限定で放映開始[70]。グループ全員でのCM出演は初となる[70]。
- 9月14日、7人体制初となる3rdシングル『好きやねん、大阪。/桜援歌(Oh!ENKA)/無限大』を発売[70]。
- 10月5日、『∞のギモン』から引き継ぎ、冠番組『スカ☆J』（テレビ東京）が放送開始[9]。後に番組タイトルを『スカ☆J 一番星』に改題。
- 12月16日 - 25日、大阪松竹座にて、4年目にして大阪松竹座では最後となるクリスマスライブ『関ジャニ∞ X'masパーティー2005』を開催[9]。同公演にてコント『関ジャニ戦隊∞レンジャー』が初披露された[71]。

### 2006年
- 1月3日 - 29日、東京・帝国劇場にて、関ジャニ∞とKAT-TUNが共にグループで主演を務めた舞台『KAT-TUN VS 関ジャニ∞ DREAM BOYS』を上演[72][注 19]。
- 3月15日、自身初のフル・アルバムとなる1stアルバム『KJ1 F・T・O』を発売[73]。
- 4月、NEWS・KAT-TUNとの3組合同ファンクラブ『You&J』を発足[74]。
- 5月3日 - 6月4日、自身初となるライブツアー『関ジャニ∞ CONCERT TOUR 2006 Funky Tokyo Osaka Nagoya』を開催[75]。
- 8月3日 - 27日、大阪松竹座にて、5年目にして最後となるグループ主演舞台『関ジャニ∞ サマースペシャル2006 Another's "ANOTHER"』を上演[9]。
- 9月9日 - 10月28日、自身初の全国ツアー『関ジャニ∞ 全国1-st tour 2∞6』を開催[76]。
- 12月2日 - 29日、2006年で3本目となるライブツアー『関ジャニ∞ KAN FU FIGHTING 全国ツアー 2006 第2弾』を開催[76]。ライブも兼ねていた前述の舞台『Another's "ANOTHER"』も含めると、2006年に開催したグループの単独公演は計208公演となった[77]。
- 12月13日、5thシングル『関風ファイティング』を発売[76]。オリコン総合チャートで自身初の初登場1位を獲得[78]。演歌・歌謡グループによる初登場での1位獲得は史上初の快挙となった[78]。さらに、同作は所属レコード会社であるテイチクエンタテインメントの演歌・歌謡曲部門で創立以来最多の初回出荷枚数となった[79]。
- 12月27日 - 29日、『関ジャニ∞冬休みドラマスペシャル』（関西テレビ）として、村上主演の『ダイブ・トゥ・ザ・フューチャー』、渋谷主演の『ダブル(複体)』、横山主演の『蹴鞠師』のスペシャルドラマ3作品を3夜連続で放送[80]。各作品にそれぞれ他のメンバーも出演した[80]。
- 12月30日、芸能活動を無期限休止していた内が研修生として活動を再開することが発表され、関ジャニ∞およびNEWSから正式に脱退[17][81]。以降、正式に7人体制での活動となる。

### 2007年
- 2月24日・25日、大阪・京セラドーム大阪にて、自身初のドーム公演『関ジャニ∞ えイトっ!ホンマ!?ビックリ!! ドームコンサート in OSAKA』を開催[82]。
- 4月4日、『スカ☆J 一番星』から引き継ぎ、冠番組『おもてなし音楽バラエティ むちゃ∞ブリ!』（テレビ東京）が放送開始[76]。
- 4月11日、6thシングル『ズッコケ男道』より、テイチクエンタテインメント内の『テイチクレコード』からロック・ポップス系のレーベル『インペリアルレコード』に移籍[83]。
- 5月3日、『ほんじゃに!』から引き継ぎ、冠番組『関ジャニ∞のジャニ勉』（関西テレビ）が放送開始[76]。以降、2021年まで約14年以上にわたって放送された[84]。
- 5月3日 - 9月30日、自身初の47都道府県ツアー『全国47都道府県 完全制覇!! 関ジャニ∞ えっ!ホンマ!?ビックリ!! TOUR 2007』を開催[85]。同ツアーは計113公演で約5か月間（150日間）にわたって開催され、ジャニーズ事務所に所属するアーティストで史上初となる47都道府県ツアーとなった[85]。
- 6月6日、2ndアルバム『KJ2 ズッコケ大脱走』を発売[76]。
- 8月4日・5日、 前述の47都道府県ツアーの東京公演として、自身初の東京ドーム公演を開催[86]。さらに、8月5日公演では、同公演を見学に来ていた元メンバーの内をサプライズでステージに上げ、約2年ぶりに8人の関ジャニ∞を披露した[18]。
- 11月22日、自身初の写真集であり、前述の47都道府県ツアーの密着ドキュメント写真集『関ジャニ∞「えっ!ホンマ!?ビックリ!! TOUR 2007」密着ドキュメント写真集』を発売[87]。

### 2008年
- 4月3日 - 5月18日、ライブツアー『KANJANI∞ LIVE TOUR 2008 ∞だよ!全員集合』を開催[76]。
- 4月4日、『おもてなし音楽バラエティ むちゃ∞ブリ!』から引き継ぎ、冠番組『ありえへん∞世界』（テレビ東京）が放送開始[76][注 20]。
- 6月2日 - 8日、世界環境デーに合わせ、日本テレビ系列で展開された『Touch! eco 2008 ECOウィークスペシャル』のエコ大使に就任[88]。その最終日にあたる同年6月8日には13時間の生放送特別番組『Touch! eco 2008 明日のために…55の挑戦?スペシャル』 のメインパーソナリティを担当し[89]、関ジャニ∞も作詞に携わった新曲「fuka-fuka Love the Earth」が同番組のテーマソングに起用された[90]。
- 7月6日 - 8月31日、2008年で2本目となるライブツアー『KANJANI∞ LIVE TOUR 2008 ∞だよ!全員集合 夏だ!ツアーだ!!ワッハッハー!!!』を開催[76]。
- 10月4日、冠番組『関ジャニ∞地球救出大作戦 Can!ジャニ 〜彼らはそれを可能にする〜』（テレビ朝日系列）が放送開始[76]。
- 12月、2007年12月に発売した4thライブDVD『47』が、2008年度のオリコンチャート「オリコン年間 ミュージックDVDランキング」にて「作品別売上枚数」「作品別売上金額」「アーティスト別売上金額」、「オリコン年間 DVDランキング」にて「作品別売上金額」のそれぞれで自身初の年間1位を獲得した[91]。なお、DVDの総合チャートの「作品別売上金額」でアニメや映画を抑えて音楽DVDが年間1位を獲得することは史上初である[92]。

### 2009年
- 4月15日、野村義男や斉藤和義、THE イナズマ戦隊、SIONらから楽曲提供を受けた3rdアルバム『PUZZLE』を発売[93]。
- 5月10日 - 7月30日、ライブツアー『関ジャニ∞ TOUR 2009 PUZZLE』を開催[76]。
- 10月8日、冠番組『関パニ』（テレビ朝日系列）が放送開始[76]。
- 11月4日、通算10枚目となるシングル『急☆上☆Show!!』を発売[76]。
- 12月23日 - 25日、11th〜13thシングル『GIFT〜白〜』『GIFT〜赤〜』『GIFT〜緑〜』を3日連続で発売[94]。CDを3日連続で発売するのは史上初である[94]。さらに、同3作がオリコンチャートの「オリコン週間 CDシングルランキング」にて、それぞれ1位から3位を獲得し、シングル・アルバムを通じて史上初となる週間ランキングTOP3独占を果たした[95]。
- 12月30日 - 2010年1月1日、京セラドーム大阪にて、自身初の単独カウントダウンライブ『関ジャニ∞ DOME CONCERT 2009-2010』を開催[96]。

### 2010年
- 4月4日、自身初の全国ネットでの冠番組『冒険JAPAN! 関ジャニ∞MAP』（朝日放送・テレビ朝日系列）が放送開始[96]。
- 8月25日、自身初のバンドスタイルでのシングル『LIFE〜目の前の向こうへ〜』を発売[23]。表題曲は大倉が出演したドラマ『GM〜踊れドクター』（TBS系列）の主題歌に起用され、自身初の連続ドラマの主題歌タイアップとなった[96]。
- 10月20日、ウルフルズのウルフルケイスケやケツメイシのDJ KOHNO、Dragon AshのHIROKI、藤井謙二、クレイジーケンバンドらから楽曲提供を受けた4thアルバム『8UPPERS』発売[97]。同作の特典映像として、メンバー全員が主演を務めた長編音楽映画『8UPPERS FEATURE MUSIC FILM』が収録され、発売に先駆けて同年10月11日に1日限定で劇場上映された[98]。メンバー全員が1つの作品で共演するのは同作で初である[98][注 21]。
- 10月30日 - 2011年1月1日、ライブツアー『KANJANI∞ LIVE TOUR 2010→2011 8UPPERS』を開催[96]。同ツアーの大阪公演として、京セラドーム大阪にて2年連続となる単独カウントダウンライブを開催した[99]。

### 2011年
- 2月4日より、ゆずの北川悠仁から楽曲提供を受けた新曲「T.W.L」がテレビアニメ『クレヨンしんちゃん』（テレビ朝日系列）のオープニングテーマに起用された[100]。さらに、新曲「イエローパンジーストリート」が4月16日公開の劇場アニメ『映画クレヨンしんちゃん 嵐を呼ぶ黄金のスパイ大作戦』（東宝配給）の主題歌に起用され、自身初の映画の主題歌タイアップとなった[101]。同作には村上と大倉がゲスト声優として友情出演した[102]。
- 4月7日、同年2月より『お願い!ランキング』（テレビ朝日系列）内のコーナーとして放送されていた『関ジャニの仕分け∞』が単独冠番組として関東ローカルで放送開始[103]。さらに、同年9月10日より同番組が全国ネットのゴールデン帯での放送となり、メンバー全員が出演する番組では初のゴールデン帯の冠番組となった[104]。
- 4月 - 6月、前述の『クレヨンしんちゃん』のタイアップ2曲が収録された16thシングル『T.W.L/イエローパンジーストリート』、錦戸が主演を務めたドラマ『犬を飼うということ〜スカイと我が家の180日〜』（テレビ朝日系列）の主題歌である17thシングル『マイホーム』、大倉が出演したドラマ『生まれる。』（TBS系列）の主題歌である18thシングル『365日家族』のシングル3作を自身初の3か月連続で発売した[101]。
- 8月17日、錦戸が出演したドラマ『全開ガール』（フジテレビ系列）のエンディングテーマである19thシングル『ツブサニコイ』を発売[96]。自身初の月9ドラマのテーマソングとして起用された[105]。さらに、前述の3か月連続で発売したシングル3作と同作の計4作が「オリコン週間 CDシングルランキング」でそれぞれ1位を獲得したことにより、オリコンチャートの自己年間最多首位獲得数を更新した[106]。
- 8月20日・21日、『24時間テレビ「愛は地球を救う」34 力〜わたしは、たいせつなひとり。〜』（日本テレビ系列）のメインパーソナリティを担当[96]。さらに、同番組内で放送された村上主演のスペシャルドラマ『生きてるだけでなんくるないさ』にメンバー全員で出演[107]。テレビドラマでメンバー全員が共演するのは初であり、『24時間テレビ』のスペシャルドラマにグループ全員が出演することも史上初となった[107]。
- 10月7日、錦戸が兼任していたNEWSを脱退し、関ジャニ∞の活動に専念することを発表[54]。
- 11月16日、怒髪天やスキマスイッチ、ケツメイシらから楽曲提供を受けた5thアルバム『FIGHT』を発売[108]。
- 11月23日 - 12月31日、自身初の5大ドームツアー『KANJANI∞ 五大ドームTOUR EIGHT×EIGHTER おもんなかったらドームすいません』を開催[109]。5大ドームツアーの開催は歴代で12組目、ジャニーズ事務所所属のアーティストとしてはSMAP、KinKi Kids、嵐に次いで4組目となる快挙となった[109]。さらに、同ツアーの大阪公演および千秋楽として、京セラドーム大阪にて3年連続となる単独カウントダウンライブを開催した[110]。
- 12月、前述のアニメ『クレヨンしんちゃん』のオープニングテーマとして起用された「T.W.L」が、2011年度のBillboard JAPANの年間アニメチャート「Billboard Japan Hot Animation of the Year 2011」で年間1位を獲得した[111]。さらに、同年度の「Billboard Japan Hot 100」の年間チャートに同曲を含む計4曲がチャートインし、AKB48と並び同年度で最も多く楽曲をチャートインさせたアーティストとなった[111]。

### 2012年
- 3月、8thライブDVD/Blu-ray『KANJANI∞ 五大ドームTOUR EIGHT×EIGHTER おもんなかったらドームすいません』のBlu-ray盤が初週4.4万枚を売り上げ、「オリコン週間 Blu-rayランキング」で週間1位を獲得し、男性アーティスト史上最高売上を記録した[112]。さらに、「オリコン週間 DVDランキング」でも1位を獲得し、男性アーティストではMr.Children、RADWIMPS、EXILEに続き史上4組目となるDVDとBlu-rayの総合首位2冠を達成した[112]。
- 4月19日 - 6月28日、錦戸が主演を務めたドラマ『パパドル!』（TBS系列）に錦戸を含むメンバー全員が本人役で出演[113]。また、同年6月13日には同作の主題歌であり、通算20枚目となるシングル『愛でした。』を発売した[114]。
- 4月、2006年に発足されたNEWS・KAT-TUNとの3組合同ファンクラブ『You&J』が解散となり、関ジャニ∞の単独ファンクラブが発足[115]。
- 7月28日、2005年よりライブで披露してきたスーパー戦隊シリーズのパロディコント『関ジャニ戦隊∞レンジャー』を映画化し、メンバー全員で主演を務めた映画『エイトレンジャー』（東宝配給）が公開[116]。同年7月25日には同作の主題歌である21stシングル『ER』を作中キャラクターの「エイトレンジャー」名義で発売[117]。同作は初週33.1万枚を売り上げ、映画キャラクターによるシングルの初週売上枚数記録を更新した[118]。さらに、同年6月11日から7月13日にかけて、エイトレンジャーとして初の冠番組『エイトレンジャーTV 2035』（スペースシャワーTV）が期間限定でレギュラー放送された[119]。
- 8月4日 - 12日、デビュー8周年記念イベント『∞祭 〜ボクらも8っちゃい、8っちゃけまつり〜』を開催[120]。
- 8月8日、京セラドーム大阪にて、デビュー8周年記念の無料招待制イベント『松原信一 presents すごはち』を開催[120]。
- 9月15日 - 2013年1月1日、デビュー8周年記念ライブツアー『KANJANI∞ LIVE TOUR!! 8EST 〜みんなの想いはどうなんだい?僕らの想いは無限大!!〜』を開催[121]。同ツアー内で東京・味の素スタジアムと大阪・長居陸上競技場にて自身初の野外スタジアム公演を開催した[121]。2012年に開催したライブとイベントの通算で計83万5000人を動員し、自己最多年間動員数を記録した[122]。
- 10月17日、自身初のベスト・アルバム『8EST』を発売[123]。「オリコン週間 CDアルバムランキング」でシングル・アルバムを通じて自身初となる2週連続1位を獲得した[124]。
- 12月31日、『第63回NHK紅白歌合戦』（NHK）に初出場を果たした[125][126]。

### 2013年
- 4月22日、東京・Shibuya O-EASTにて、大倉が出演したドラマ『お天気お姉さん』（テレビ朝日系列）の主題歌「へそ曲がり」と錦戸が主演を務めた映画『県庁おもてなし課』（東宝配給）の主題歌「ここにしかない景色」が収録された23rdシングル『へそ曲がり/ここにしかない景色』の発売を記念したイベント『『へそ曲がり/ここにしかない景色』発売記念イベント』を開催[122]。自身初のライブハウスでのイベントとなり、同イベントでは500人を動員し、自己最少動員数となった[122]。
- 10月16日、キマグレンのISEKIやSkoop On Somebody、童子-T、ヒャダインから楽曲提供を受けた6thアルバム『JUKE BOX』を発売[127]。同作は自己最高売上枚数となる初週32.3万枚を売り上げ、アルバムでは自身初の30万枚を突破した[128]。
- 11月8日 - 2014年1月19日、2度目となる5大ドームツアー『関ジャニ∞ LIVE TOUR JUKE BOX』を開催[129]。同ツアーより、横山がバンドスタイルでトランペットを担当[130]。
- 12月 - 2014年2月、錦戸が主演を務めたドラマ『よろず占い処 陰陽屋へようこそ』（関西テレビ・フジテレビ系列）の主題歌である25thシングル『ココロ空モヨウ』、大倉が主演を務めたドラマ『Dr.DMAT』（TBS系列）の主題歌である26thシングル『ひびき』、映画『土竜の唄 潜入捜査官REIJI』（東宝配給）の主題歌であり湘南乃風の若旦那から楽曲提供を受けた27thシングル『キング オブ 男!』のシングル3作を3か月連続で発売した[131]。
- 12月31日、『第64回NHK紅白歌合戦』（NHK）に2年連続2回目の出場[132]。

### 2014年
- 5月18日、東京・東京グローブ座にて、デビュー10周年記念の無料招待制イベント『関ジャニ∞の会2014』を開催[133]。
- 6月、村上がキャスターを務めたサッカーの世界選手権大会『2014 FIFAワールドカップ』をTBS系列で放送する『TBS Football 2014夏』のテーマソングに新曲「RAGE」が起用された[134]。
- 7月26日、2012年公開の映画『エイトレンジャー』の続編であり、メンバー全員で主演を務めた映画『エイトレンジャー2』（東宝配給）が公開[135]。同年8月6日には同作の主題歌である29thシングル『ER2』を前作と同様に作中キャラクターの「エイトレンジャー」名義で発売した[136]。
- 8月9日 - 24日、東京・味の素スタジアムと大阪・ヤンマースタジアム長居にて、デビュー10周年記念野外スタジアム公演『十祭』を開催[137]。
- 8月、新曲「オモイダマ」が夏の高校野球『第96回全国高等学校野球選手権大会』を朝日放送・テレビ朝日系列で放送する際のテーマソングである「2014ABC夏の高校野球応援ソング」に起用され、ドキュメンタリー番組『熱闘甲子園』（同局系列）のテーマソングとしても起用された[138]。
- 8月25日、関西デビュー10周年の記念日に自主レーベル『INFINITY RECORDS』（インフィニティ・レコーズ）をジェイ・ストーム内に設立[4]。デビュー時から所属していたテイチクエンタテインメントとは8月24日で契約満了となり[139]、テイチクエンタテインメントから発売されたCDや映像作品の通常盤は、2015年7月1日に全てINFINITY RECORDSから再発売され[注 22]。
- 8月30日・31日、3年ぶり2回目となる『24時間テレビ「愛は地球を救う」37 小さなキセキ、大きなキセキ』（日本テレビ系列）のメインパーソナリティを担当[140]。
- 10月15日、INFINITY RECORDSから初の作品となり、錦戸が主演を務めたドラマ『ごめんね青春!』（TBS系列）の主題歌であり宮藤官九郎と銀杏BOYZの峯田和伸から楽曲提供を受けた「言ったじゃないか」と、大倉が出演した映画『クローバー』（東宝配給）の主題歌である「CloveR」が収録された通算30枚目となるシングル『言ったじゃないか/CloveR』を発売[141]。
- 11月5日、RIP SLYMEやTOKIOの長瀬智也、高橋優らから楽曲提供を受けた7thアルバム『関ジャニズム』を発売[142]。
- 11月16日 - 2015年1月12日、2年連続・通算3度目となる5大ドームツアー『関ジャニズム LIVE TOUR 2014≫2015』を開催[4]。
- 12月3日、丸山が主演を務めたドラマ『地獄先生ぬ〜べ〜』（日本テレビ系列）の主題歌である31stシングル『がむしゃら行進曲』を発売[143]。前述の『ひびき』『キング オブ 男!』『オモイダマ』『ER2』『言ったじゃないか/CloveR』と同作の計6作が「オリコン週間 CDシングルランキング」でそれぞれ1位を獲得したことにより、オリコンチャートの自己年間最多首位獲得数を更新し、浜崎あゆみ、嵐に並ぶオリコン史上歴代最多記録を達成した[144]。
- 12月31日、『第65回NHK紅白歌合戦』（NHK）に3年連続3回目の出場[145]。

### 2015年
- 1月10日、京セラドーム大阪にて、ラジオ史上最大規模の公開録音イベント『関ジャニ∞のレコメン! ラジオ史上最大の公開録音スペシャル』（文化放送）を開催[146]。
- 5月1日、ゲームアプリ『キャンディークラッシュ ソーダ』（King Japan）のCMキャラクターとして、メンバー全員が女装したガールズユニット・キャンジャニ∞を結成[147]。同年8月5日には33rdシングル『前向きスクリーム!』のカップリングに同CMのCMソングでありオリジナル曲「CANDY MY LOVE」が収録され、CDデビューを果たした[148]。同ユニットは後述の関ジャニ∞の改名に伴い、2024年4月にCANDY EIGHTへとグループ名を変更した[149]。
- 5月10日、冠番組『関ジャム 完全燃SHOW』（テレビ朝日系列）が放送開始[150]。同番組は後述の関ジャニ∞の改名に伴い、2024年4月からはタイトルを『EIGHT-JAM』に変更した[151]。
- 5月16日、フジテレビで初の冠番組『関ジャニ∞クロニクル』（フジテレビ系列）が放送開始[152]。
- 7月18日 - 9月13日、ライブイベントツアー『関ジャニ∞リサイタル お前のハートをつかんだる!!』を開催[153]。
- 11月11日、OKAMOTO'SやKANA-BOONの谷口鮪、サンボマスターの山口隆らから提供された楽曲やメンバーの自作曲を中心に収録した8thアルバム『関ジャニ∞の元気が出るCD!!』を発売[154]。
- 11月23日、東京・国立代々木競技場 第一体育館にて開催された音楽フェスティバル『テレビ朝日ドリームフェスティバル2015』に出演し、音楽フェスティバル初出演を果たした[155]。同イベントでは全てバンドスタイルで披露した[156]。
- 12月13日 - 2016年1月17日、3年連続・通算4度目となるドームツアー『関ジャニ∞の元気が出るLIVE!!』を開催[157]。同ツアーでは計65万人を動員し、前述の『関ジャニ∞リサイタル』の動員数23万人と合わせて自己最多となる計88万人を動員した[157]。なお、同ツアーの千秋楽である京セラドーム大阪公演（2016年1月17日開催）では、大倉が腸閉塞と診断されたため休演し、残るメンバー6人でライブを開催した[158]。
- 12月31日、『第66回NHK紅白歌合戦』（NHK）に4年連続4回目の出場[159]。

### 2016年
- 7月30日 - 9月28日、前年に引き続きライブイベントツアー『関ジャニ∞リサイタル 真夏の俺らは罪なヤツ』を開催[160]。
- 12月10日 - 2017年1月15日、4年連続・通算5度目となるドームツアー『関ジャニ'sエイターテインメント』を開催[161]。同ツアーでは約7年ぶりとなる360度ステージを採用し、一本のツアーでは自身最多となる計75万人を動員した[162]。
- 12月31日、『第67回NHK紅白歌合戦』（NHK）に5年連続5回目の出場を果たし、自身初のトップバッターを務めた[163]。

### 2017年
- 2月21日、プレミアムフライデー推進協議会の「プレミアムフライデー ナビゲーター」に就任[164]。
- 3月17日、同年8月公開の映画『スパイダーマン:ホームカミング』（ソニー・ピクチャーズ エンタテインメント配給）のジャパンアンバサダーに就任[165]。安田が作詞・作曲を担当した新曲「Never Say Never」が日本語吹替版の主題歌に起用された[166]。
- 5月21日、東京・若洲公園にて開催された野外ロックフェスティバル『TOKYO METROPOLITAN ROCK FESTIVAL 2017』にロックバンドとして出演し、自身初の野外音楽フェスティバルへの出演を果たした[1]。ジャニーズ事務所所属のアーティストによる野外フェスへの出演はTOKIOに続き史上2組目となった[167]。
- 6月28日、前述の冠番組『関ジャム 完全燃SHOW』で共演経験のあるニセ明やいしわたり淳治、蔦谷好位置、BEGIN、岡崎体育、UNICORN、いきものがかりの水野良樹らから提供された楽曲やメンバーによる自作曲を中心に収録された9thアルバム『ジャム』を発売[168]。同作はアルバムでは自己最高売上枚数となる初週32.7万枚を記録した[169]。
- 7月15日 - 9月10日、5年連続・通算6度目にして自身初となる夏の5大ドームツアー『関ジャニ'sエイターテインメント ジャム』を開催[170]。前述のドームツアー『関ジャニ'sエイターテインメント』から約10か月でのドームツアーであり、日本の音楽界史上初となる1年間で2度の5大ドームツアーを開催し、同2本のドームツアーで計140万人を動員した[171]。さらに、同ツアーでグループ単独でのドーム公演回数が通算100回を突破し、ジャニーズ事務所所属のアーティストとしてはSMAP、KinKi Kids、嵐に次いで4組目となる快挙となった[172]。
- 10月30日、TBS系列で初の冠レギュラー番組『ペコジャニ∞!』（TBS系列）が放送開始[173]。
- 11月15日、丸山が主演を務めた映画『泥棒役者』（ショウゲート配給）の主題歌であり、ポルノグラフィティの新藤晴一から楽曲提供を受けた通算40枚目となるシングル『応答セヨ』を発売[174]。
- 12月31日、『第68回NHK紅白歌合戦』に6年連続6回目の出場[175]。

### 2018年
- 4月3日、大阪観光局の『大阪観光シンボルキャラクター』に就任[176]。
- 4月15日、安田を除くメンバー6人（安田は諸般の事情により欠席）で会見を行い、渋谷が年内でジャニーズ事務所を退所し、それに伴い同年7月より開催のドームツアー開幕前で関ジャニ∞としての活動を終了することを発表[19]。
- 5月30日、「201∞年」（エイトイヤー）を記念し、7人体制で最後の作品であり、約5年半ぶり2枚目となるベスト・アルバム『GR8EST』を発売[177]。
- 6月27日、7人体制で最後となる公の場でのイベント『「おつかれリセットフライデー」PR発表会』に出演[178]。
- 7月2日、2017年に安田が脳腫瘍の一つである「髄膜腫」を患い、腫瘍の摘出手術を受けたことや、手術の影響で転倒し、背中と腰骨に全治3か月の圧迫骨折を負い、入院していたために渋谷の退所会見を欠席したことなどを公表[179]。これらを考慮し、安田は後述のドームツアー『KANJANI'S EIGHTERTAINMENT GR8EST』に一部演出を抑える形で出演した[179]。
- 7月7日、『THE MUSIC DAY 2018』（日本テレビ系列）に出演し、観客がいるステージでは7人体制で最後の出演となった[180]。
- 7月8日、7人体制で最後のテレビ出演として、番組初の生放送となった冠番組『関ジャム 完全燃SHOW』に出演[41]。東京スカパラダイスオーケストラとのセッションなどを行ったほか、7人体制で最後の楽曲歌唱として「LIFE〜目の前の向こうへ〜」を披露した[41]。
- 7月15日 - 9月16日、6年連続・通算7度目にして夏の開催は2年連続・通算2度目となる5大ドームツアー『KANJANI'S EIGHTERTAINMENT GR8EST』を開催[177]。同ツアーより、6人体制での活動となった[181]。また、8月23日の京セラドーム大阪公演は台風20号の影響により開催中止となり、振替公演を11月17日に、後述の自身初の海外公演を成功させたことに伴う凱旋公演を翌11月18日にそれぞれ京セラドーム大阪にて開催した[182]。
- 8月、新曲「タカラモノ」が関西テレビの開局60周年を記念した『カンテレ開局60周年記念テーマソング』に起用された[183]。
- 9月5日、6人体制で初の作品であり、WANIMAのKENTAから楽曲提供を受けた41stシングル『ここに』を発売[184]。
- 9月、新曲「歓喜の舞台」がフジテレビ系列制作の各スポーツ番組で使用される『フジテレビ系スポーツ情熱ソング』に起用された[185]。
- 9月22日・23日、台湾の台北アリーナにて、自身初の海外公演『KANJANI'S EIGHTERTAINMENT GR8EST in Taipei』を開催[186]。
- 11月9日、ユニバーサル・スタジオ・ジャパンのクリスマスイベント『ユニバーサル・ワンダー・クリスマス』のクリスマス・アンバサダーに就任[187]。シーズナル・イベントにおけるアンバサダーの就任はユニバーサル・スタジオ・ジャパンの開業以来初となる[187]。さらに、同年11月から2019年6月にかけて、錦戸と安田が制作した楽曲「All you need is laugh」がアトラクション『ハリウッド・ドリーム・ザ・ライド』の搭載曲に起用された[188][注 23]。
- 12月31日、『第69回NHK紅白歌合戦』（NHK）に7年連続7回目の出場を果たした[190]。
- 12月31日、渋谷がグループを脱退し、ジャニーズ事務所を退所した[19]。

### 2019年
- 3月6日、錦戸が主演を務めたドラマ『トレース 〜科捜研の男〜』（フジテレビ系列）の主題歌であり、6人体制で最後のCD作品となった42ndシングル『crystal』を発売[191]。
- 7月12日、スマートフォンアプリ『関ジャニ∞アプリ』にこれまで発売したCD作品[注 22]の通常盤の収録内容が対応したことに伴い、同アプリに入力できるコードを封入した「十五催ハッピープライス盤」を期間限定で再発売した[192]。
- 7月14日 - 9月3日、7年連続・通算8度目にして夏の開催は3年連続・通算3度目となるデビュー15周年記念5大ドームツアー『十五祭』を開催[193]。同ツアーで2002年のグループ結成以降の通算観客動員数が計1000万人を突破した[38]。
- 9月5日、錦戸が同年9月30日にジャニーズ事務所を退所し、それに伴い同年9月3日に開催された前述のドームツアー『十五祭』の千秋楽公演で関ジャニ∞としての活動を終了したことを発表[20]。同発表より、5人体制での活動となった[194]。
- 9月30日、錦戸がグループを脱退し、ジャニーズ事務所を退所した[20]。
- 10月12日、5人体制で初のライブとして、千葉・幕張メッセにて、冠番組『関ジャム 完全燃SHOW』が主催する音楽フェスティバル『関ジャムFES』[注 24]を開催予定であったが[195]、台風19号接近の影響に伴い、開催中止となった[196]。
- 11月6日より、5人体制で初のライブにして、約12年ぶり2度目となる47都道府県ツアー『関ジャニ∞ 47都道府県ツアー UPDATE』を開催[197]。メンバーの多忙により、1日2県での公演が計11日あり、計36日間で47都道府県・計47公演という過密スケジュールとなっているほか、例年のツアーよりも収容人数が大幅に縮小され、ツアー全体を通して1000人前後、最小の収容人数の会場は高知・須崎市民文化会館の964人となった[198]。発表当初は2019年11月6日から2020年4月29日までの開催を予定しており[198]、2020年2月14日の徳島公演までは開催していたが、新型コロナウイルス「COVID-19」の影響により、3月11日の島根公演からツアー最終日である4月29日の沖縄公演までの全公演が開催中止となった[199]。
- 11月14日、ユニバーサル・スタジオ・ジャパンのクリスマスイベント『ユニバーサル・クリスタル・クリスマス』のクリスタル・クリスマス・アンバサダーに就任[200]。さらに、同年11月から2020年1月にかけて、新曲「Faaaaall In Love」が前年と同様にアトラクション『ハリウッド・ドリーム・ザ・ライド』の搭載曲に起用された[201]。
- 11月27日、5人体制で初の作品であり、ドラマ『俺の話は長い』（日本テレビ系列）の主題歌である43rdシングル『友よ』を発売[202]。2020年2月には、同作の累計売上枚数が約32.9万枚となり、INFINITY RECORDSを発足後、最高の売上枚数を記録した[203]。
- 12月、ドバイ国際博覧会の日本館PRアンバサダーに就任[204]。
- 12月31日、『第70回NHK紅白歌合戦』（NKK）に8年連続8回目の出場[205]。

### 2020年
- 4月27日、冠番組『関ジャニ∞クロニクル』をリニューアルした新番組『関ジャニ∞クロニクルF』 （フジテレビ系列）が放送開始[206]。さらに、動画配信サービス『FOD』や『TVer』にて、グループとして出演するバラエティ番組では初となる見逃し配信が実施された[206]。
- 5月5日、自身初のグループ公式SNSアカウントとして、関ジャニ∞およびINFINITY RECORDSの公式Twitterが開設された[207][208]。
- 5月13日、ジャニーズ事務所による新型コロナウイルスの感染拡大防止を支援するプロジェクト『Smile Up ! Project』の一環として発足された期間限定ユニット・Twenty★Twentyのメンバーに、関ジャニ∞からメンバー5人全員が選出された[209]。
- 6月25日、前述の『Smile Up ! Project』の一環として制作された、自身初の公式LINEスタンプ「関ジャニ∞ スマイルアップスタンプ」が配信[210]。
- 7月1日、5人体制で初の冠ラジオ番組『関ジャニ∞のオールナイトニッポン』（ニッポン放送）を放送[211]。しかし、大倉が体調不良により欠席し、4人での出演となった[212]。翌2021年11月に再び同番組の第2回を放送し、大倉を含む5人全員での出演を果たした[213]。
- 7月28日、関ジャニ∞・ジャニーズWEST・関西ジャニーズJr.による無観客生配信合同ライブイベント『Johnny's DREAM IsLAND 2020→2025 〜大好きなこの街から〜』を開催[214]。
- 8月8日、新型コロナウイルスの影響で前述の47都道府県ツアーが中断されて以降、約6か月ぶりのワンマンライブとなる無観客生配信ライブ『Johnny's DREAM IsLAND 2020→2025 〜大好きなこの街から〜』を開催[215]。しかし、大倉が体調不良により欠席し、4人での出演となった[216]。
- 8月19日、メンバー全員が作詞を担当した44thシングル『Re:LIVE』を発売[217]。同作より、5人体制以前にリリースした楽曲を5人で再録する『Re:8EST Project』が始動した[217]。
- 12月31日、『第71回NHK紅白歌合戦』（NHK）に9年連続9回目の出場[218]。

### 2021年
- 1月1日、自身初の公式Instagramアカウントを開設[219][220]。同年2月12日には自身初のInstagramでのライブ配信を実施した[221]。
- 6月、新曲「凛」がフジテレビ系列制作の各スポーツ番組で使用される『FUJI Network. Song for Athletes』に起用された[222][223]。フジテレビ系列で村上がメインキャスターを務めた同年開催の夏季オリンピック『東京2020オリンピック』の中継や関連番組にて同曲が使用された[223]。さらに、同年開催の『東京2020パラリンピック』の中継および関連番組でも同曲が起用された[224]。
- 9月1日、アプリゲーム『ドラゴンクエストウォーク』の2周年アンバサダーに就任[225]。
- 9月26日、幕張メッセにて、冠番組『関ジャム 完全燃SHOW』が主催する音楽フェスティバル『関ジャムFES』を約2年越しに初開催[226][注 25]。同イベントにて、前述の47都道府県ツアー以来、約1年7か月ぶりの有観客ライブとなった[227]。
- 11月17日、5人体制で初のアルバムにして、フル・アルバムとしては約4年半ぶりであり、東京事変の亀田誠治やゲスの極み乙女。およびindigo la Endの川谷絵音、岡崎体育、TOKIOの城島茂らから楽曲提供を受けた10thアルバム『8BEAT』を発売[228]。また、同作の特典映像として収録されたシークレットライブ『8BEAT SECRET LIVE』より、横山がバンドスタイルでギターを担当[229]。
- 11月20日 - 2022年1月23日、新型コロナウイルスの影響で前述の47都道府県ツアーが中断されて以降、約1年9か月ぶりとなる有観客のライブツアーにして、約5年ぶりとなるアリーナツアー『KANJANI'S Re:LIVE 8BEAT』を開催[230]。
- 12月31日、『第72回NHK紅白歌合戦』（NHK）に10年連続10回目の出場を果たした[231]。

### 2022年
- 1月20日、ブランド買取専門店『なんぼや』のイメージキャラクターに就任[232]。
- 1月23日、2019年から日本館PRアンバサダーを務めている『2020年ドバイ国際博覧会』の日本館との共同プロジェクト『共に未来に向けて歩みを進めよう #再び繋がり合う世界』が始動し[233]、同プロジェクトのテーマソングとして新曲「CIRCLE」が起用された[234]。
- 2月、フジテレビ系列で村上がメインキャスターを務めた冬季オリンピック『北京2022オリンピック』の中継および関連番組のテーマソングとして、『東京2020オリンピック』に続き「凛」が起用された[235]。
- 4月29日、大倉が「右低音障害型難聴」と「両側耳鳴り」のため、一定期間の活動休止を発表[236]。これにより、大倉の療養中は4人での活動となった[注 26]。その後、同年6月17日に大倉の活動再開を発表し、5人での活動を再開した[238]。
- 5月10日、冠番組『関ジャニ∞の あとはご自由に』（フジテレビ系列）が放送開始[239]。同番組は後述の関ジャニ∞の改名に伴い、2024年4月からはタイトルを『SUPER EIGHTの あとはご自由に』に変更した[240]。
- 7月6日、関ジャニ∞およびINFINITY RECORDSの公式TikTokアカウントを開設[241]。また、関ジャニ∞アプリ限定で配信されていた『関ジャニ∞のいろは』に収録されている全23曲がTikTokでも配信開始された[241]。
- 7月16日 - 24日、神奈川・日産スタジアムと大阪・ヤンマースタジアム長居にて、デビュー18周年記念野外スタジアム公演『18祭』を開催[242]。自身初の日産スタジアム公演であり、ジャニーズ事務所所属のアーティストとしては、2006年のSMAP以来16年ぶり2組目となる快挙となった[243]。さらに、日産スタジアム公演ではグループ史上最多動員数となる1公演あたり7万2000人を動員した[243]。
- 8月13日、千葉・千葉市蘇我スポーツ公園にて、日本最大級の野外ロックフェス『ROCK IN JAPAN FESTIVAL 2022』に初出演予定だったが[244]、台風8号の影響により、同日のイベントが開催中止となった[245]。
- 12月17日 - 2023年1月15日、5人体制で初にして約3年ぶりとなるドームツアー『関ジャニ∞ ドームLIVE 18祭』を開催[246]。同ツアーより、新型コロナウイルスの影響で制限されていた観客の声出しが解禁された[247]。
- 12月31日、『第73回NHK紅白歌合戦』（NHK）に11年連続11回目の出場[248]。

### 2023年
- 4月26日、女性誌『an・an』でキャンジャニ∞と誌面で初共演し、同誌の創刊以来初となる見開きワイド表紙を飾った[249]。
- 8月12日、千葉・千葉市蘇我スポーツ公園にて開催された日本最大級の野外ロックフェス『ROCK IN JAPAN FESTIVAL 2023』に出演[250]。同イベントには前年度も出演が決まっていたが台風の影響で開催中止となったため、約1年越しに初出演を果たした[250]。
- 9月2日、熊本・熊本県農業公園カントリーパークにて開催されたWANIMAが主催する野外ロックフェス『1CHANCE FESTIVAL 2023』に初出演[251]。
- 9月9日、山梨・コニファーフォレストにて、デビュー20周年の前夜祭となる野外ライブ公演『KANJANI∞ 20FES 〜前夜祭〜』を開催[252]。
- 10月17日、自身が所属していたジャニーズ事務所が社名を『SMILE-UP.』に変更[253]。ジャニーズ事務所が行っていたマネジメント業務を引き継ぐ後述の新会社の設立および契約移行まで、暫定的に所属事務所はSMILE-UP.となった[254]。

### 2024年
- 1月、デビュー20周年を記念し、過去にリリースした別名義やソロ曲・ユニット曲を含めたほぼ全ての楽曲（元メンバーである渋谷・錦戸・内の音源も含む）の各種音楽ダウンロードサービス、サブスクリプションサービスでの配信が解禁され、3週にわたって順次配信された[255][256]。
- 1月3日、YouTubeチャンネル『THE FIRST TAKE』に初出演し、「ズッコケ男道」のバンドバージョンに加え、同チャンネル史上初のスペシャル演出として、1回の出演で2曲目となる「友よ」をサプライズで披露した[257][258][注 27]。
- 1月24日、「関ジャニ∞」名義で最後の作品にして、キタニタツヤから楽曲提供を受けた通算50枚目となるシングル『アンスロポス』を発売[261]。
- 2月4日、グループ名を「関ジャニ∞」から「SUPER EIGHT」（スーパーエイト）に変更した[22][7]。
- 4月10日、ジャニーズ事務所が行っていたマネジメント業務を引き継いだ新会社・STARTO ENTERTAINMENTが設立し、所属事務所が正式にSMILE-UP.からSTARTO ENTERTAINMENTに移籍した[3]。
- 4月29日、2020年から始まった「DREAM IsLAND」プロジェクトの一環として、後輩グループであるWEST.となにわ男子と共に合同ユニット・KAMIGATA BOYZを結成[262]。
- 6月21日 - 23日、埼玉・さいたまスーパーアリーナにて、冠番組『EIGHT-JAM』（テレビ朝日系列）が主催する音楽フェスティバル『EIGHT-JAM FES』を単独イベントとして3日間にわたり初開催[263]。
- 7月5日、安田が右手中指の治療に専念するため、一時活動を休止することを発表[264]。翌7月6日に出演をした『THE MUSIC DAY 2024』（日本テレビ系列）には安田を除く4人での出演となった[265]。その後、同年7月24日に活動再開を発表した[266]。
- 7月30日 - 2025年1月31日、SUPER EIGHTのデビュー20周年を記念し、大阪・御堂筋線の全20駅にポスターを掲載するプロジェクト「SUPER EIGHT MIDOUSU-JACK」が展開された[267][268][269]。これは「大阪ロマネスク」の歌詞が由来であり、期間中は4回にわたって全駅分20枚を差し替え、計80枚のポスターが掲示された[269][注 28]。
- 7月31日、改名後初のアルバムにしてキャリア史上初のセルフタイトル・アルバムであり、蔦谷好位置やつんく♂、岡村靖幸、asmi、フジファブリックの山内総一郎、sumikaの片岡健太らから楽曲提供を受けた11thアルバム『SUPER EIGHT』を発売[270]。
- 8月9日 - 11月3日、改名後初となるアリーナツアー『超アリーナツアー2024 SUPER EIGHT』を開催[270]。
- 9月14日、茨城・国営ひたち海浜公園にて開催された日本最大級の野外ロックフェス『ROCK IN JAPAN FESTIVAL 2024 in HITACHINAKA』に2年連続で出演[271]。
- 12月7日 - 2025年1月13日、デビュー20周年記念ドームツアー『SUPER EIGHT 超DOME TOUR 二十祭』を開催[272]。

### 2025年
- 1月1日、2024年のサブスク解禁で配信されていなかった初回限定盤収録の計15曲の配信が開始された[273]。
- 4月16日、通信カラオケ『DAM』のアンバサダーに就任[274]。グループで出演する『DAM』のCMソングとして新曲「ブチ★I GOT IT」が起用された[274]。
- 7月9日、J-POPと電子コミックの融合を掲げる新レーベルとして始動した『MUSIC COMIC LABELZ』（ミュージックコミックレーベルズ）の第1弾として、SUPER EIGHTの楽曲が起用された[275]。同日より『オオカミと彗星』『大阪ロマネスク』『Re:LIVE』『LIFE〜目の前の向こうへ〜』『キミトミタイセカイ』をコミカライズした作品が順次配信された[275]。さらに、同プロジェクトとのコラボレーションカフェ『SUPER COMICS CAFE』が8月から10月にかけて開催予定[275]。
- 11月26日 - 28日、自身初の日本武道館公演『SUPER EIGHT 2025』を開催予定[276]。

## ディスコグラフィ
- 出典・規格品番等の作品の詳細は各項を参照。
- CDは全て12cmCDでの発売。
- 初動売上・最高位は週間オリコンチャートでの記録を示す。
- 「SUPER EIGHT」名義のリリースは全て5人体制。

### シングル

#### CDシングル
| ＃                   | 体制             | 発売日           | タイトル                                  | 販売形態                                            | 初週売上         | 最高位           | 初収録アルバム                         |
| テイチクレコード     | テイチクレコード | テイチクレコード | テイチクレコード                          | テイチクレコード                                    | テイチクレコード | テイチクレコード | テイチクレコード                       |
| -------------------- | ---------------- | ---------------- | ----------------------------------------- | --------------------------------------------------- | ---------------- | ---------------- | -------------------------------------- |
| 1                    | 8人              | 2004年8月25日    | 浪花いろは節                              | 関西限定盤(CD)                                      | 3.8万枚          | 5位              | 感謝=∞                                 |
| 1                    | 8人              | 2004年9月22日    | 浪花いろは節                              | 通常盤(CD)                                          | 8.5万枚          | 1位              | 感謝=∞                                 |
| 2                    | 8人              | 2005年3月2日     | 大阪レイニーブルース                      | 通常盤(CD)                                          | 6.2万枚          | 4位              | KJ1 F・T・O                            |
| 3                    | 7人              | 2005年9月14日    | 好きやねん、大阪。/桜援歌(Oh!ENKA)/無限大 | 初回限定盤(CD)                                      | 16.3万枚         | 2位              | KJ1 F・T・O                            |
| 3                    | 7人              | 2005年9月14日    | 好きやねん、大阪。/桜援歌(Oh!ENKA)/無限大 | 通常盤(CD)                                          | 16.3万枚         | 2位              | KJ1 F・T・O                            |
| 4                    | 7人              | 2006年6月7日     | ∞SAKAおばちゃんROCK/大阪ロマネスク        | 初回限定盤(CD)                                      | 17.0万枚         | 2位              | KJ2 ズッコケ大脱走(#1) KJ1 F・T・O(#2) |
| 4                    | 7人              | 2006年6月7日     | ∞SAKAおばちゃんROCK/大阪ロマネスク        | 通常盤(CD)                                          | 17.0万枚         | 2位              | KJ2 ズッコケ大脱走(#1) KJ1 F・T・O(#2) |
| 5                    | 7人              | 2006年12月13日   | 関風ファイティング                        | 初回限定盤(CD)                                      | 26.4万枚         | 1位              | KJ2 ズッコケ大脱走                     |
| 5                    | 7人              | 2006年12月13日   | 関風ファイティング                        | 通常盤(CD)                                          | 26.4万枚         | 1位              | KJ2 ズッコケ大脱走                     |
| インペリアルレコード |                  |                  |                                           |                                                     |                  |                  |                                        |
| 6                    | 7人              | 2007年4月11日    | ズッコケ男道                              | 初回限定盤(CD)                                      | 19.7万枚         | 1位              | KJ2 ズッコケ大脱走                     |
| 6                    | 7人              | 2007年4月11日    | ズッコケ男道                              | 通常盤(CD)                                          | 19.7万枚         | 1位              | KJ2 ズッコケ大脱走                     |
| 7                    | 7人              | 2007年10月17日   | イッツ マイ ソウル                        | 初回限定盤(CD)                                      | 19.4万枚         | 1位              | PUZZLE                                 |
| 7                    | 7人              | 2007年10月17日   | イッツ マイ ソウル                        | 通常盤(CD)                                          | 19.4万枚         | 1位              | PUZZLE                                 |
| 8                    | 7人              | 2008年3月12日    | ワッハッハー                              | 初回限定盤(CD)                                      | 19.4万枚         | 1位              | PUZZLE                                 |
| 8                    | 7人              | 2008年3月12日    | ワッハッハー                              | 通常盤(CD)                                          | 19.4万枚         | 1位              | PUZZLE                                 |
| 9                    | 7人              | 2008年10月29日   | 無責任ヒーロー                            | 初回限定盤A(CD+DVD)                                 | 34.8万枚         | 1位              | PUZZLE                                 |
| 9                    | 7人              | 2008年10月29日   | 無責任ヒーロー                            | 初回限定盤B(CD+DVD)                                 | 34.8万枚         | 1位              | PUZZLE                                 |
| 9                    | 7人              | 2008年10月29日   | 無責任ヒーロー                            | 通常盤(CD)                                          | 34.8万枚         | 1位              | PUZZLE                                 |
| 10                   | 7人              | 2009年11月4日    | 急☆上☆Show!!                              | 初回限定盤A(CD+DVD)                                 | 27.2万枚         | 1位              | 8UPPERS                                |
| 10                   | 7人              | 2009年11月4日    | 急☆上☆Show!!                              | 初回限定盤B(CD+DVD)                                 | 27.2万枚         | 1位              | 8UPPERS                                |
| 10                   | 7人              | 2009年11月4日    | 急☆上☆Show!!                              | 通常盤(CD)                                          | 27.2万枚         | 1位              | 8UPPERS                                |
| 11                   | 7人              | 2009年12月23日   | GIFT〜白〜                                | 完全生産限定盤(CD)                                  | 11.7万枚         | 1位              | 8EST                                   |
| 12                   | 7人              | 2009年12月24日   | GIFT〜赤〜                                | 完全生産限定盤(CD)                                  | 11.4万枚         | 2位              | 8EST                                   |
| 13                   | 7人              | 2009年12月25日   | GIFT〜緑〜                                | 完全生産限定盤(CD)                                  | 11.4万枚         | 3位              | 8EST                                   |
| 14                   | 7人              | 2010年6月30日    | Wonderful World!!                         | 初回限定盤A(CD+DVD)                                 | 24.5万枚         | 1位              | 8UPPERS                                |
| 14                   | 7人              | 2010年6月30日    | Wonderful World!!                         | 初回限定盤B(CD+DVD)                                 | 24.5万枚         | 1位              | 8UPPERS                                |
| 14                   | 7人              | 2010年6月30日    | Wonderful World!!                         | 通常盤(CD)                                          | 24.5万枚         | 1位              | 8UPPERS                                |
| 15                   | 7人              | 2010年8月25日    | LIFE〜目の前の向こうへ〜                  | 初回限定盤A(CD+DVD)                                 | 25.6万枚         | 1位              | 8UPPERS                                |
| 15                   | 7人              | 2010年8月25日    | LIFE〜目の前の向こうへ〜                  | 初回限定盤B(CD+DVD)                                 | 25.6万枚         | 1位              | 8UPPERS                                |
| 15                   | 7人              | 2010年8月25日    | LIFE〜目の前の向こうへ〜                  | 通常盤(CD)                                          | 25.6万枚         | 1位              | 8UPPERS                                |
| 16                   | 7人              | 2011年4月20日    | T.W.L/イエローパンジーストリート          | 初回限定 TVアニメ盤(CD+DVD)                         | 20.1万枚         | 1位              | FIGHT                                  |
| 16                   | 7人              | 2011年4月20日    | T.W.L/イエローパンジーストリート          | 初回限定 映画盤(CD+DVD)                             | 20.1万枚         | 1位              | FIGHT                                  |
| 16                   | 7人              | 2011年4月20日    | T.W.L/イエローパンジーストリート          | 通常盤(CD)                                          | 20.1万枚         | 1位              | FIGHT                                  |
| 17                   | 7人              | 2011年5月11日    | マイホーム                                | 初回限定盤(CD+DVD)                                  | 15.8万枚         | 1位              | FIGHT                                  |
| 17                   | 7人              | 2011年5月11日    | マイホーム                                | 通常盤(CD)                                          | 15.8万枚         | 1位              | FIGHT                                  |
| 18                   | 7人              | 2011年6月8日     | 365日家族                                 | 初回限定盤(CD+DVD)                                  | 15.8万枚         | 1位              | FIGHT                                  |
| 18                   | 7人              | 2011年6月8日     | 365日家族                                 | 通常盤(CD)                                          | 15.8万枚         | 1位              | FIGHT                                  |
| 19                   | 7人              | 2011年8月17日    | ツブサニコイ                              | 初回限定盤(CD+DVD)                                  | 15.3万枚         | 1位              | FIGHT                                  |
| 19                   | 7人              | 2011年8月17日    | ツブサニコイ                              | 通常盤(CD)                                          | 15.3万枚         | 1位              | FIGHT                                  |
| 20                   | 7人              | 2012年6月13日    | 愛でした。                                | 初回限定盤(CD+DVD)                                  | 26.2万枚         | 1位              | 8EST                                   |
| 20                   | 7人              | 2012年6月13日    | 愛でした。                                | 通常盤(CD)                                          | 26.2万枚         | 1位              | 8EST                                   |
| 21                   | 7人              | 2012年7月25日    | ER                                        | 初回限定盤A(CD+DVD)                                 | 33.1万枚         | 1位              | 8EST                                   |
| 21                   | 7人              | 2012年7月25日    | ER                                        | 初回限定盤B(CD+DVD)                                 | 33.1万枚         | 1位              | 8EST                                   |
| 21                   | 7人              | 2012年7月25日    | ER                                        | 通常盤(CD)                                          | 33.1万枚         | 1位              | 8EST                                   |
| 22                   | 7人              | 2012年9月5日     | あおっぱな                                | 初回限定盤(CD+DVD)                                  | 20.8万枚         | 1位              | JUKE BOX                               |
| 22                   | 7人              | 2012年9月5日     | あおっぱな                                | 通常盤(CD)                                          | 20.8万枚         | 1位              | JUKE BOX                               |
| 23                   | 7人              | 2013年4月24日    | へそ曲がり/ここにしかない景色             | 初回限定盤A(CD+DVD)                                 | 29.5万枚         | 1位              | JUKE BOX                               |
| 23                   | 7人              | 2013年4月24日    | へそ曲がり/ここにしかない景色             | 初回限定盤B(CD+DVD)                                 | 29.5万枚         | 1位              | JUKE BOX                               |
| 23                   | 7人              | 2013年4月24日    | へそ曲がり/ここにしかない景色             | 通常盤(CD)                                          | 29.5万枚         | 1位              | JUKE BOX                               |
| 24                   | 7人              | 2013年6月12日    | 涙の答え                                  | 初回限定盤A(CD+DVD)                                 | 24.9万枚         | 1位              | JUKE BOX                               |
| 24                   | 7人              | 2013年6月12日    | 涙の答え                                  | 初回限定盤B(CD+DVD)                                 | 24.9万枚         | 1位              | JUKE BOX                               |
| 24                   | 7人              | 2013年6月12日    | 涙の答え                                  | 通常盤(CD)                                          | 24.9万枚         | 1位              | JUKE BOX                               |
| 25                   | 7人              | 2013年12月4日    | ココロ空モヨウ                            | 初回限定盤(CD+DVD)                                  | 19.3万枚         | 1位              | 関ジャニズム                           |
| 25                   | 7人              | 2013年12月4日    | ココロ空モヨウ                            | 通常盤(CD)                                          | 19.3万枚         | 1位              | 関ジャニズム                           |
| 26                   | 7人              | 2014年1月15日    | ひびき                                    | 初回限定盤(CD+DVD)                                  | 20.6万枚         | 1位              | 関ジャニズム                           |
| 26                   | 7人              | 2014年1月15日    | ひびき                                    | 通常盤(CD)                                          | 20.6万枚         | 1位              | 関ジャニズム                           |
| 27                   | 7人              | 2014年2月19日    | キング オブ 男!                           | 初回限定盤A(CD+DVD)                                 | 35.3万枚         | 1位              | 関ジャニズム                           |
| 27                   | 7人              | 2014年2月19日    | キング オブ 男!                           | 初回限定盤B(CD+DVD)                                 | 35.3万枚         | 1位              | 関ジャニズム                           |
| 27                   | 7人              | 2014年2月19日    | キング オブ 男!                           | 通常盤(CD)                                          | 35.3万枚         | 1位              | 関ジャニズム                           |
| 28                   | 7人              | 2014年7月2日     | オモイダマ                                | 初回限定盤(CD+DVD)                                  | 16.9万枚         | 1位              | 関ジャニズム                           |
| 28                   | 7人              | 2014年7月2日     | オモイダマ                                | 通常盤(CD)                                          | 16.9万枚         | 1位              | 関ジャニズム                           |
| 29                   | 7人              | 2014年8月6日     | ER2                                       | 初回限定盤A(CD+DVD)                                 | 20.8万枚         | 1位              | 関ジャニズム                           |
| 29                   | 7人              | 2014年8月6日     | ER2                                       | 初回限定盤B(CD+DVD)                                 | 20.8万枚         | 1位              | 関ジャニズム                           |
| 29                   | 7人              | 2014年8月6日     | ER2                                       | 通常盤(CD)                                          | 20.8万枚         | 1位              | 関ジャニズム                           |
| INFINITY RECORDS     |                  |                  |                                           |                                                     |                  |                  |                                        |
| 30                   | 7人              | 2014年10月15日   | 言ったじゃないか/CloveR                   | 初回限定盤A(CD+DVD)                                 | 27.1万枚         | 1位              | 関ジャニ∞の元気が出るCD!!              |
| 30                   | 7人              | 2014年10月15日   | 言ったじゃないか/CloveR                   | 初回限定盤B(CD+DVD)                                 | 27.1万枚         | 1位              | 関ジャニ∞の元気が出るCD!!              |
| 30                   | 7人              | 2014年10月15日   | 言ったじゃないか/CloveR                   | 通常盤(CD)                                          | 27.1万枚         | 1位              | 関ジャニ∞の元気が出るCD!!              |
| 31                   | 7人              | 2014年12月3日    | がむしゃら行進曲                          | 初回限定盤(CD+DVD)                                  | 20.1万枚         | 1位              | 関ジャニ∞の元気が出るCD!!              |
| 31                   | 7人              | 2014年12月3日    | がむしゃら行進曲                          | 通常盤(CD)                                          | 20.1万枚         | 1位              | 関ジャニ∞の元気が出るCD!!              |
| 32                   | 7人              | 2015年6月3日     | 強く 強く 強く                            | 初回限定盤(CD+DVD)                                  | 15.6万枚         | 1位              | 関ジャニ∞の元気が出るCD!!              |
| 32                   | 7人              | 2015年6月3日     | 強く 強く 強く                            | 通常盤(CD)                                          | 15.6万枚         | 1位              | 関ジャニ∞の元気が出るCD!!              |
| 33                   | 7人              | 2015年8月5日     | 前向きスクリーム!                         | 初回限定盤(CD+DVD)                                  | 28.3万枚         | 1位              | 関ジャニ∞の元気が出るCD!!              |
| 33                   | 7人              | 2015年8月5日     | 前向きスクリーム!                         | 通常盤(CD)                                          | 28.3万枚         | 1位              | 関ジャニ∞の元気が出るCD!!              |
| 33                   | 7人              | 2015年8月5日     | 前向きスクリーム!                         | 期間限定キャンジャニ∞盤(CD+DVD)                     | 28.3万枚         | 1位              | 関ジャニ∞の元気が出るCD!!              |
| 34                   | 7人              | 2015年12月2日    | 侍唄 (さむらいソング)                     | 初回限定盤(CD+DVD)                                  | 14.8万枚         | 1位              | ジャム                                 |
| 34                   | 7人              | 2015年12月2日    | 侍唄 (さむらいソング)                     | 通常盤(CD)                                          | 14.8万枚         | 1位              | ジャム                                 |
| 35                   | 7人              | 2016年7月6日     | 罪と夏                                    | 初回限定盤A(CD+DVD)                                 | 27.5万枚         | 1位              | ジャム                                 |
| 35                   | 7人              | 2016年7月6日     | 罪と夏                                    | 初回限定盤B(CD+DVD)                                 | 27.5万枚         | 1位              | ジャム                                 |
| 35                   | 7人              | 2016年7月6日     | 罪と夏                                    | 通常盤(CD)                                          | 27.5万枚         | 1位              | ジャム                                 |
| 36                   | 7人              | 2016年10月12日   | パノラマ                                  | 初回限定盤(CD+DVD)                                  | 16.3万枚         | 1位              | ジャム                                 |
| 36                   | 7人              | 2016年10月12日   | パノラマ                                  | 通常盤(CD)                                          | 16.3万枚         | 1位              | ジャム                                 |
| 37                   | 7人              | 2016年12月7日    | NOROSHI                                   | 初回限定盤A(CD+DVD)                                 | 23.3万枚         | 1位              | ジャム                                 |
| 37                   | 7人              | 2016年12月7日    | NOROSHI                                   | 初回限定盤B(CD+DVD)                                 | 23.3万枚         | 1位              | ジャム                                 |
| 37                   | 7人              | 2016年12月7日    | NOROSHI                                   | 通常盤(CD)                                          | 23.3万枚         | 1位              | ジャム                                 |
| 38                   | 7人              | 2017年1月25日    | なぐりガキBEAT                            | 初回限定盤(CD+DVD)                                  | 27.4万枚         | 1位              | ジャム                                 |
| 38                   | 7人              | 2017年1月25日    | なぐりガキBEAT                            | 通常盤(CD)                                          | 27.4万枚         | 1位              | ジャム                                 |
| 38                   | 7人              | 2017年1月25日    | なぐりガキBEAT                            | 新春特盤(CD+DVD)                                    | 27.4万枚         | 1位              | ジャム                                 |
| 39                   | 7人              | 2017年9月6日     | 奇跡の人                                  | 初回限定盤(CD+DVD)                                  | 25.2万枚         | 1位              | GR8EST                                 |
| 39                   | 7人              | 2017年9月6日     | 奇跡の人                                  | 通常盤(CD)                                          | 25.2万枚         | 1位              | GR8EST                                 |
| 39                   | 7人              | 2017年9月6日     | 奇跡の人                                  | 期間限定盤(CD+DVD)                                  | 25.2万枚         | 1位              | GR8EST                                 |
| 40                   | 7人              | 2017年11月15日   | 応答セヨ                                  | 初回限定盤(CD+DVD)                                  | 21.9万枚         | 1位              | GR8EST                                 |
| 40                   | 7人              | 2017年11月15日   | 応答セヨ                                  | 通常盤(CD)                                          | 21.9万枚         | 1位              | GR8EST                                 |
| 40                   | 7人              | 2017年11月15日   | 応答セヨ                                  | エイト限定盤(CD+DVD)                                | 21.9万枚         | 1位              | GR8EST                                 |
| 41                   | 6人              | 2018年9月5日     | ここに                                    | 初回限定盤(CD+DVD)                                  | 24.2万枚         | 1位              | 8BEAT                                  |
| 41                   | 6人              | 2018年9月5日     | ここに                                    | 通常盤(CD)                                          | 24.2万枚         | 1位              | 8BEAT                                  |
| 41                   | 6人              | 2018年9月5日     | ここに                                    | 201∞盤(CD+DVD)                                      | 24.2万枚         | 1位              | 8BEAT                                  |
| 42                   | 6人              | 2019年3月6日     | crystal                                   | 初回限定盤(CD+DVD)                                  | 21.4万枚         | 1位              | 8BEAT                                  |
| 42                   | 6人              | 2019年3月6日     | crystal                                   | 通常盤(CD)                                          | 21.4万枚         | 1位              | 8BEAT                                  |
| 42                   | 6人              | 2019年3月6日     | crystal                                   | 期間限定-多謝台湾-盤(CD+DVD)                        | 21.4万枚         | 1位              | 8BEAT                                  |
| 43                   | 5人              | 2019年11月27日   | 友よ                                      | 初回限定盤(CD+DVD)                                  | 26.0万枚         | 1位              | 8BEAT                                  |
| 43                   | 5人              | 2019年11月27日   | 友よ                                      | 通常盤(CD)                                          | 26.0万枚         | 1位              | 8BEAT                                  |
| 43                   | 5人              | 2019年11月27日   | 友よ                                      | 47ツアーオフィシャル"BOY" Tシャツ付き盤(CD+Tシャツ) | 26.0万枚         | 1位              | 8BEAT                                  |
| 43                   | 5人              | 2019年11月27日   | 友よ                                      | セブン-イレブン限定盤(CD+DVD)                       | 26.0万枚         | 1位              | 8BEAT                                  |
| 44                   | 5人              | 2020年8月19日    | Re:LIVE                                   | 初回限定盤(CD+DVD)                                  | 32.6万枚         | 1位              | 8BEAT                                  |
| 44                   | 5人              | 2020年8月19日    | Re:LIVE                                   | 期間限定盤A(CD+BD)                                  | 32.6万枚         | 1位              | 8BEAT                                  |
| 44                   | 5人              | 2020年8月19日    | Re:LIVE                                   | 期間限定盤B(CD+2DVD)                                | 32.6万枚         | 1位              | 8BEAT                                  |
| 44                   | 5人              | 2020年8月19日    | Re:LIVE                                   | 通常盤(CD)                                          | 32.6万枚         | 1位              | 8BEAT                                  |
| 45                   | 5人              | 2021年2月10日    | キミトミタイセカイ                        | 初回限定盤A(CD+DVD)                                 | 21.7万枚         | 1位              | 8BEAT                                  |
| 45                   | 5人              | 2021年2月10日    | キミトミタイセカイ                        | 初回限定盤B(CD+DVD)                                 | 21.7万枚         | 1位              | 8BEAT                                  |
| 45                   | 5人              | 2021年2月10日    | キミトミタイセカイ                        | 通常盤(CD)                                          | 21.7万枚         | 1位              | 8BEAT                                  |
| 46                   | 5人              | 2021年6月23日    | ひとりにしないよ                          | 初回限定盤A(CD+DVD)                                 | 20.1万枚         | 1位              | 8BEAT                                  |
| 46                   | 5人              | 2021年6月23日    | ひとりにしないよ                          | 初回限定盤B(CD+DVD)                                 | 20.1万枚         | 1位              | 8BEAT                                  |
| 46                   | 5人              | 2021年6月23日    | ひとりにしないよ                          | 通常盤(CD)                                          | 20.1万枚         | 1位              | 8BEAT                                  |
| 47                   | 5人              | 2022年7月6日     | 喝采                                      | 完全生産限定盤(CD+DVD)                              | 15.1万枚         | 1位              | SUPER EIGHT                            |
| 47                   | 5人              | 2022年7月6日     | 喝采                                      | 完全生産限定盤(CD+BD)                               | 15.1万枚         | 1位              | SUPER EIGHT                            |
| 47                   | 5人              | 2022年7月6日     | 喝采                                      | 初回限定盤(CD+DVD)                                  | 15.1万枚         | 1位              | SUPER EIGHT                            |
| 47                   | 5人              | 2022年7月6日     | 喝采                                      | 初回限定盤(CD+BD)                                   | 15.1万枚         | 1位              | SUPER EIGHT                            |
| 47                   | 5人              | 2022年7月6日     | 喝采                                      | 通常盤(CD)                                          | 15.1万枚         | 1位              | SUPER EIGHT                            |
| 48                   | 5人              | 2023年5月10日    | 未完成                                    | 初回限定「春」盤(CD+BD)                             | 20.7万枚         | 1位              | SUPER EIGHT                            |
| 48                   | 5人              | 2023年5月10日    | 未完成                                    | 初回限定「春」盤(CD+DVD)                            | 20.7万枚         | 1位              | SUPER EIGHT                            |
| 48                   | 5人              | 2023年5月10日    | 未完成                                    | 初回限定「キャンジャニ∞」盤(CD+BD)                  | 20.7万枚         | 1位              | SUPER EIGHT                            |
| 48                   | 5人              | 2023年5月10日    | 未完成                                    | 初回限定「キャンジャニ∞」盤(CD+DVD)                 | 20.7万枚         | 1位              | SUPER EIGHT                            |
| 48                   | 5人              | 2023年5月10日    | 未完成                                    | 通常盤(CD)                                          | 20.7万枚         | 1位              | SUPER EIGHT                            |
| 49                   | 5人              | 2023年8月9日     | オオカミと彗星                            | 初回限定「夏」盤(CD+BD)                             | 15.5万枚         | 1位              | SUPER EIGHT                            |
| 49                   | 5人              | 2023年8月9日     | オオカミと彗星                            | 初回限定「夏」盤(CD+DVD)                            | 15.5万枚         | 1位              | SUPER EIGHT                            |
| 49                   | 5人              | 2023年8月9日     | オオカミと彗星                            | 初回限定「FES」盤(CD+BD)                            | 15.5万枚         | 1位              | SUPER EIGHT                            |
| 49                   | 5人              | 2023年8月9日     | オオカミと彗星                            | 初回限定「FES」盤(CD+DVD)                           | 15.5万枚         | 1位              | SUPER EIGHT                            |
| 49                   | 5人              | 2023年8月9日     | オオカミと彗星                            | 通常盤(CD)                                          | 15.5万枚         | 1位              | SUPER EIGHT                            |
| 50                   | 5人              | 2024年1月24日    | アンスロポス                              | 初回限定「冬」盤(CD+BD)                             | 15.9万枚         | 1位              | SUPER EIGHT                            |
| 50                   | 5人              | 2024年1月24日    | アンスロポス                              | 初回限定「冬」盤(CD+DVD)                            | 15.9万枚         | 1位              | SUPER EIGHT                            |
| 50                   | 5人              | 2024年1月24日    | アンスロポス                              | 初回限定「炎」盤(CD+BD)                             | 15.9万枚         | 1位              | SUPER EIGHT                            |
| 50                   | 5人              | 2024年1月24日    | アンスロポス                              | 初回限定「炎」盤(CD+DVD)                            | 15.9万枚         | 1位              | SUPER EIGHT                            |
| 50                   | 5人              | 2024年1月24日    | アンスロポス                              | 通常盤(CD)                                          | 15.9万枚         | 1位              | SUPER EIGHT                            |

### デジタルシングル
- 太字は配信限定シングル。
- 太字でないものはアルバム収録曲の先行配信。

| 配信日           | タイトル                                 | 最高位           | 最高位           | 収録アルバム     |
| 配信日           | タイトル                                 | オリコン DS      | Billboard DL     | 収録アルバム     |
| INFINITY RECORDS | INFINITY RECORDS                         | INFINITY RECORDS | INFINITY RECORDS | INFINITY RECORDS |
| ---------------- | ---------------------------------------- | ---------------- | ---------------- | ---------------- |
| 2024年2月21日    | ズッコケ男道〜友よ - From THE FIRST TAKE | －               | 64位             | 未収録           |
| 2024年2月21日    | 大阪ロマネスク - From THE FIRST TAKE     | －               | 68位             | 未収録           |
| 2024年7月18日    | Eighdays                                 | 39位             | 39位             | SUPER EIGHT      |
| 2024年12月1日    | LIFE GOES ON                             | 6位              | 7位              | 未収録           |
| 2025年4月17日    | ブチ★I GOT IT                            | 9位              | 9位              | 未収録           |

### 配信限定曲
| ＃                   | 体制                 | 配信日               | タイトル             | 配信形態             | 初収録アルバム       |
| インペリアルレコード | インペリアルレコード | インペリアルレコード | インペリアルレコード | インペリアルレコード | インペリアルレコード |
| -------------------- | -------------------- | -------------------- | -------------------- | -------------------- | -------------------- |
| 1                    | 7人                  | 2014年6月13日        | RAGE                 | 着うた               | 関ジャニズム         |

### アルバム

#### ミニ・アルバム
| ＃               | 体制             | 発売日           | タイトル         | 販売形態         | 初週売上         | 最高位           |
| テイチクレコード | テイチクレコード | テイチクレコード | テイチクレコード | テイチクレコード | テイチクレコード | テイチクレコード |
| ---------------- | ---------------- | ---------------- | ---------------- | ---------------- | ---------------- | ---------------- |
| 1                | 8人              | 2004年12月15日   | 感謝=∞           | 初回限定盤(CD)   | 7.2万枚          | 5位              |
| 1                | 8人              | 2004年12月15日   | 感謝=∞           | 通常盤(CD)       | 7.2万枚          | 5位              |

#### オリジナル・アルバム
| ＃                   | 体制             | 発売日           | タイトル                  | 販売形態                              | 初週売上         | 最高位           |
| テイチクレコード     | テイチクレコード | テイチクレコード | テイチクレコード          | テイチクレコード                      | テイチクレコード | テイチクレコード |
| -------------------- | ---------------- | ---------------- | ------------------------- | ------------------------------------- | ---------------- | ---------------- |
| 1                    | 7人              | 2006年3月15日    | KJ1 F・T・O               | 初回限定盤(CD+DVD)                    | 16.2万枚         | 2位              |
| 1                    | 7人              | 2006年3月15日    | KJ1 F・T・O               | 通常盤(CD)                            | 16.2万枚         | 2位              |
| インペリアルレコード |                  |                  |                           |                                       |                  |                  |
| 2                    | 7人              | 2007年6月6日     | KJ2 ズッコケ大脱走        | 初回限定盤A(2CD+DVD)                  | 21.2万枚         | 1位              |
| 2                    | 7人              | 2007年6月6日     | KJ2 ズッコケ大脱走        | 初回限定盤B(2CD)                      | 21.2万枚         | 1位              |
| 2                    | 7人              | 2007年6月6日     | KJ2 ズッコケ大脱走        | 通常盤(2CD)                           | 21.2万枚         | 1位              |
| 3                    | 7人              | 2009年4月15日    | PUZZLE                    | 初回限定盤(CD+DVD)                    | 21.2万枚         | 1位              |
| 3                    | 7人              | 2009年4月15日    | PUZZLE                    | 通常盤(2CD)                           | 21.2万枚         | 1位              |
| 4                    | 7人              | 2010年10月20日   | 8UPPERS                   | 初回限定Special盤(CD+2DVD)            | 23.1万枚         | 1位              |
| 4                    | 7人              | 2010年10月20日   | 8UPPERS                   | 初回限定盤(CD+DVD)                    | 23.1万枚         | 1位              |
| 4                    | 7人              | 2010年10月20日   | 8UPPERS                   | 通常盤(2CD)                           | 23.1万枚         | 1位              |
| 5                    | 7人              | 2011年11月16日   | FIGHT                     | 初回限定盤A(CD+DVD)                   | 25.4万枚         | 1位              |
| 5                    | 7人              | 2011年11月16日   | FIGHT                     | 初回限定盤B(CD+DVD)                   | 25.4万枚         | 1位              |
| 5                    | 7人              | 2011年11月16日   | FIGHT                     | 通常盤(2CD)                           | 25.4万枚         | 1位              |
| 6                    | 7人              | 2013年10月16日   | JUKE BOX                  | 初回限定盤A(CD+DVD)                   | 32.3万枚         | 1位              |
| 6                    | 7人              | 2013年10月16日   | JUKE BOX                  | 初回限定盤B(CD+DVD)                   | 32.3万枚         | 1位              |
| 6                    | 7人              | 2013年10月16日   | JUKE BOX                  | 通常盤(2CD)                           | 32.3万枚         | 1位              |
| INFINITY RECORDS     |                  |                  |                           |                                       |                  |                  |
| 7                    | 7人              | 2014年11月5日    | 関ジャニズム              | 初回限定盤A(CD+DVD)                   | 29.4万枚         | 1位              |
| 7                    | 7人              | 2014年11月5日    | 関ジャニズム              | 初回限定盤B(CD+DVD)                   | 29.4万枚         | 1位              |
| 7                    | 7人              | 2014年11月5日    | 関ジャニズム              | 通常盤(2CD)                           | 29.4万枚         | 1位              |
| 8                    | 7人              | 2015年11月11日   | 関ジャニ∞の元気が出るCD!! | 初回限定盤A(CD+DVD)                   | 31.6万枚         | 1位              |
| 8                    | 7人              | 2015年11月11日   | 関ジャニ∞の元気が出るCD!! | 初回限定盤B(CD+DVD)                   | 31.6万枚         | 1位              |
| 8                    | 7人              | 2015年11月11日   | 関ジャニ∞の元気が出るCD!! | 通常盤(2CD)                           | 31.6万枚         | 1位              |
| 9                    | 7人              | 2017年6月28日    | ジャム                    | 初回限定盤A(CD+DVD)                   | 32.7万枚         | 1位              |
| 9                    | 7人              | 2017年6月28日    | ジャム                    | 初回限定盤B(CD+DVD)                   | 32.7万枚         | 1位              |
| 9                    | 7人              | 2017年6月28日    | ジャム                    | 通常盤(CD)                            | 32.7万枚         | 1位              |
| 10                   | 5人              | 2021年11月17日   | 8BEAT                     | 完全生産限定盤(2CD+DVD)               | 26.1万枚         | 1位              |
| 10                   | 5人              | 2021年11月17日   | 8BEAT                     | 初回限定 -Road to Re:LIVE- 盤(CD+DVD) | 26.1万枚         | 1位              |
| 10                   | 5人              | 2021年11月17日   | 8BEAT                     | 通常盤(CD)                            | 26.1万枚         | 1位              |
| 10                   | 5人              | 2021年11月17日   | 8BEAT                     | Eighter盤(CD+DVD)                     | 26.1万枚         | 1位              |

| ＃               | 発売日           | タイトル         | 販売形態                      | 初週売上         | 最高位           |                  |
| INFINITY RECORDS | INFINITY RECORDS | INFINITY RECORDS | INFINITY RECORDS              | INFINITY RECORDS | INFINITY RECORDS | INFINITY RECORDS |
| ---------------- | ---------------- | ---------------- | ----------------------------- | ---------------- | ---------------- | ---------------- |
| 11               | 2024年7月31日    | SUPER EIGHT      | 初回限定「SUPER」盤(CD+BD)    | 18.3万枚         | 1位              |                  |
| 11               | 2024年7月31日    | SUPER EIGHT      | 初回限定「SUPER」盤(CD+DVD)   | 18.3万枚         | 1位              |                  |
| 11               | 2024年7月31日    | SUPER EIGHT      | 初回限定「HERO」盤(CD+BD)     | 18.3万枚         | 1位              |                  |
| 11               | 2024年7月31日    | SUPER EIGHT      | 初回限定「HERO」盤(CD+DVD)    | 18.3万枚         | 1位              |                  |
| 11               | 2024年7月31日    | SUPER EIGHT      | 通常盤(CD)                    | 18.3万枚         | 1位              |                  |
| 11               | 2024年7月31日    | SUPER EIGHT      | 通販限定「EIGHT」盤(CD+GOODS) | 18.3万枚         | 1位              |                  |

#### ベスト・アルバム
| ＃                   | 体制                 | 発売日               | タイトル             | 販売形態                 | 初週売上             | 最高位               |
| インペリアルレコード | インペリアルレコード | インペリアルレコード | インペリアルレコード | インペリアルレコード     | インペリアルレコード | インペリアルレコード |
| -------------------- | -------------------- | -------------------- | -------------------- | ------------------------ | -------------------- | -------------------- |
| 1                    | 7人                  | 2012年10月17日       | 8EST                 | 初回限定盤A(2CD+2DVD)    | 29.8万枚             | 1位                  |
| 1                    | 7人                  | 2012年10月17日       | 8EST                 | 初回限定盤B(2CD+DVD)     | 29.8万枚             | 1位                  |
| 1                    | 7人                  | 2012年10月17日       | 8EST                 | 通常盤(2CD)              | 29.8万枚             | 1位                  |
| INFINITY RECORDS     |                      |                      |                      |                          |                      |                      |
| 2                    | 7人                  | 2018年5月30日        | GR8EST               | 完全限定豪華盤(2CD+2DVD) | 30.5万枚             | 1位                  |
| 2                    | 7人                  | 2018年5月30日        | GR8EST               | 201∞限定盤(3CD+DVD)      | 30.5万枚             | 1位                  |
| 2                    | 7人                  | 2018年5月30日        | GR8EST               | 通常盤(2CD)              | 30.5万枚             | 1位                  |

#### 配信限定アルバム
| － | 5人 | 2022年7月5日  | 関ジャニ∞のいろは                | 関ジャニ∞アプリ |
| － | 5人 | 2022年8月1日  | 18祭 "もぎたてホヤホヤ" LIVE音源 | 関ジャニ∞アプリ |
| － | 5人 | 2023年6月27日 | お耳de18祭                       | 関ジャニ∞アプリ |
| － | 5人 | 2023年8月1日  | 関ジャニ∞のいろは2023            | 関ジャニ∞アプリ |

### 映像作品
| ＃                   | 体制             | 発売日           | タイトル                                                                      | 販売形態                              | 最高位           | 最高位           |
| ＃                   | 体制             | 発売日           | タイトル                                                                      | 販売形態                              | DVD              | BD               |
| テイチクレコード     | テイチクレコード | テイチクレコード | テイチクレコード                                                              | テイチクレコード                      | テイチクレコード | テイチクレコード |
| -------------------- | ---------------- | ---------------- | ----------------------------------------------------------------------------- | ------------------------------------- | ---------------- | ---------------- |
| 1                    | 8人              | 2005年3月30日    | Excite!!                                                                      | 通常盤(DVD)                           | 1位              | N/A              |
| 2                    | 7人              | 2005年11月23日   | Spirits!!                                                                     | 通常盤(DVD)                           | 3位              | N/A              |
| 3                    | 7人              | 2006年9月6日     | Heat up!                                                                      | 初回生産限定盤(2DVD)                  | 1位              | N/A              |
| 3                    | 7人              | 2006年9月6日     | Heat up!                                                                      | 通常盤(DVD)                           | 1位              | N/A              |
| インペリアルレコード |                  |                  |                                                                               |                                       |                  |                  |
| 4                    | 7人              | 2007年12月12日   | 47                                                                            | 初回限定盤(4DVD)                      | 1位              | N/A              |
| 4                    | 7人              | 2007年12月12日   | 47                                                                            | 通常盤(3DVD)                          | 1位              | N/A              |
| 5                    | 7人              | 2009年9月23日    | TOUR 2∞9 PUZZLE                                                               | ∞show ドキュメント盤(3DVD)            | 1位              | N/A              |
| 5                    | 7人              | 2009年9月23日    | TOUR 2∞9 PUZZLE                                                               | ∞笑 ドッキリ盤(3DVD)                  | 1位              | N/A              |
| 6                    | 7人              | 2010年3月31日    | COUNTDOWN LIVE 2009-2010 in 京セラドーム大阪                                  | 通常盤(2DVD)                          | 1位              | N/A              |
| 7                    | 7人              | 2011年4月13日    | KANJANI∞ LIVE TOUR 2010→2011 8UPPERS                                          | 初回限定盤(3DVD)                      | 1位              | 2位              |
| 7                    | 7人              | 2011年4月13日    | KANJANI∞ LIVE TOUR 2010→2011 8UPPERS                                          | 通常盤(2DVD)                          | 1位              | 2位              |
| 7                    | 7人              | 2011年4月13日    | KANJANI∞ LIVE TOUR 2010→2011 8UPPERS                                          | Blu-ray盤(BD)                         | 1位              | 2位              |
| 8                    | 7人              | 2012年3月21日    | KANJANI∞ 五大ドームTOUR EIGHT×EIGHTER おもんなかったらドームすいません        | 初回限定盤(3DVD)                      | 1位              | 1位              |
| 8                    | 7人              | 2012年3月21日    | KANJANI∞ 五大ドームTOUR EIGHT×EIGHTER おもんなかったらドームすいません        | 通常盤(2DVD)                          | 1位              | 1位              |
| 8                    | 7人              | 2012年3月21日    | KANJANI∞ 五大ドームTOUR EIGHT×EIGHTER おもんなかったらドームすいません        | Blu-ray盤(BD)                         | 1位              | 1位              |
| 9                    | 7人              | 2013年3月13日    | KANJANI∞ LIVE TOUR!! 8EST 〜みんなの想いはどうなんだい?僕らの想いは無限大!!〜 | 初回限定盤(4DVD)                      | 1位              | 1位              |
| 9                    | 7人              | 2013年3月13日    | KANJANI∞ LIVE TOUR!! 8EST 〜みんなの想いはどうなんだい?僕らの想いは無限大!!〜 | 通常盤(2DVD)                          | 1位              | 1位              |
| 9                    | 7人              | 2013年3月13日    | KANJANI∞ LIVE TOUR!! 8EST 〜みんなの想いはどうなんだい?僕らの想いは無限大!!〜 | Blu-ray盤(BD)                         | 1位              | 1位              |
| 10                   | 7人              | 2014年4月30日    | KANJANI∞ LIVE TOUR JUKE BOX                                                   | 初回限定盤(4DVD)                      | 1位              | 1位              |
| 10                   | 7人              | 2014年4月30日    | KANJANI∞ LIVE TOUR JUKE BOX                                                   | 通常盤(2DVD)                          | 1位              | 1位              |
| 10                   | 7人              | 2014年4月30日    | KANJANI∞ LIVE TOUR JUKE BOX                                                   | Blu-ray盤(BD)                         | 1位              | 1位              |
| INFINITY RECORDS     |                  |                  |                                                                               |                                       |                  |                  |
| 11                   | 7人              | 2014年12月24日   | 十祭                                                                          | DVD盤(2DVD)                           | 1位              | 1位              |
| 11                   | 7人              | 2014年12月24日   | 十祭                                                                          | Blu-ray盤(BD)                         | 1位              | 1位              |
| 12                   | 7人              | 2015年4月29日    | 関ジャニズム LIVE TOUR 2014≫2015                                              | DVD初回限定盤(4DVD)                   | 1位              | 1位              |
| 12                   | 7人              | 2015年4月29日    | 関ジャニズム LIVE TOUR 2014≫2015                                              | DVD通常盤(2DVD)                       | 1位              | 1位              |
| 12                   | 7人              | 2015年4月29日    | 関ジャニズム LIVE TOUR 2014≫2015                                              | Blu-ray盤(BD)                         | 1位              | 1位              |
| 13                   | 7人              | 2016年1月27日    | 関ジャニ∞リサイタル お前のハートをつかんだる!!                                | DVD盤(2DVD)                           | 1位              | 1位              |
| 13                   | 7人              | 2016年1月27日    | 関ジャニ∞リサイタル お前のハートをつかんだる!!                                | Blu-ray盤(BD)                         | 1位              | 1位              |
| 14                   | 7人              | 2016年6月15日    | 関ジャニ∞の元気が出るLIVE!!                                                   | DVD盤(4DVD)                           | 1位              | 1位              |
| 14                   | 7人              | 2016年6月15日    | 関ジャニ∞の元気が出るLIVE!!                                                   | Blu-ray盤(BD)                         | 1位              | 1位              |
| 15                   | 7人              | 2016年11月16日   | 関ジャニ∞リサイタル 真夏の俺らは罪なヤツ                                      | DVD盤(3DVD)                           | 1位              | 1位              |
| 15                   | 7人              | 2016年11月16日   | 関ジャニ∞リサイタル 真夏の俺らは罪なヤツ                                      | Blu-ray盤(2BD)                        | 1位              | 1位              |
| 16                   | 7人              | 2017年5月10日    | 関ジャニ'sエイターテインメント                                                | DVD初回限定盤(4DVD)                   | 1位              | 1位              |
| 16                   | 7人              | 2017年5月10日    | 関ジャニ'sエイターテインメント                                                | DVD通常盤(2DVD)                       | 1位              | 1位              |
| 16                   | 7人              | 2017年5月10日    | 関ジャニ'sエイターテインメント                                                | Blu-ray盤(2BD)                        | 1位              | 1位              |
| 17                   | 7人              | 2018年3月7日     | 関ジャニ'sエイターテインメント ジャム                                         | DVD初回限定盤(4DVD)                   | 1位              | 1位              |
| 17                   | 7人              | 2018年3月7日     | 関ジャニ'sエイターテインメント ジャム                                         | DVD通常盤(2DVD)                       | 1位              | 1位              |
| 17                   | 7人              | 2018年3月7日     | 関ジャニ'sエイターテインメント ジャム                                         | Blu-ray盤(2BD)                        | 1位              | 1位              |
| 18                   | 6人              | 2019年1月23日    | 関ジャニ'sエイターテインメント GR8EST                                         | DVD初回限定盤(4DVD)                   | 1位              | 1位              |
| 18                   | 6人              | 2019年1月23日    | 関ジャニ'sエイターテインメント GR8EST                                         | DVD通常盤(2DVD)                       | 1位              | 1位              |
| 18                   | 6人              | 2019年1月23日    | 関ジャニ'sエイターテインメント GR8EST                                         | Blu-ray盤(2BD)                        | 1位              | 1位              |
| 19                   | 6人              | 2019年10月30日   | 十五祭                                                                        | DVD初回限定盤(4DVD)                   | 1位              | 1位              |
| 19                   | 6人              | 2019年10月30日   | 十五祭                                                                        | DVD通常盤(2DVD)                       | 1位              | 1位              |
| 19                   | 6人              | 2019年10月30日   | 十五祭                                                                        | Blu-ray盤(BD)                         | 1位              | 1位              |
| 20                   | 5人              | 2022年5月18日    | KANJANI'S Re:LIVE 8BEAT                                                       | 完全生産限定-Road to Re:LIVE-盤(3DVD) | 1位              | 1位              |
| 20                   | 5人              | 2022年5月18日    | KANJANI'S Re:LIVE 8BEAT                                                       | 完全生産限定-Road to Re:LIVE-盤(2BD)  | 1位              | 1位              |
| 20                   | 5人              | 2022年5月18日    | KANJANI'S Re:LIVE 8BEAT                                                       | 初回限定盤(4DVD)                      | 1位              | 1位              |
| 20                   | 5人              | 2022年5月18日    | KANJANI'S Re:LIVE 8BEAT                                                       | 初回限定盤(3BD)                       | 1位              | 1位              |
| 20                   | 5人              | 2022年5月18日    | KANJANI'S Re:LIVE 8BEAT                                                       | 通常盤(2DVD)                          | 1位              | 1位              |
| 20                   | 5人              | 2022年5月18日    | KANJANI'S Re:LIVE 8BEAT                                                       | 通常盤(BD)                            | 1位              | 1位              |
| 21                   | 5人              | 2022年11月30日   | KANJANI∞ STADIUM LIVE 18祭                                                    | 初回限定盤A(4DVD)                     | 1位              | 1位              |
| 21                   | 5人              | 2022年11月30日   | KANJANI∞ STADIUM LIVE 18祭                                                    | 初回限定盤A(3BD)                      | 1位              | 1位              |
| 21                   | 5人              | 2022年11月30日   | KANJANI∞ STADIUM LIVE 18祭                                                    | 初回限定盤B(4DVD)                     | 1位              | 1位              |
| 21                   | 5人              | 2022年11月30日   | KANJANI∞ STADIUM LIVE 18祭                                                    | 初回限定盤B(3BD)                      | 1位              | 1位              |
| 21                   | 5人              | 2022年11月30日   | KANJANI∞ STADIUM LIVE 18祭                                                    | 通常盤(2DVD)                          | 1位              | 1位              |
| 21                   | 5人              | 2022年11月30日   | KANJANI∞ STADIUM LIVE 18祭                                                    | 通常盤(BD)                            | 1位              | 1位              |
| 22                   | 5人              | 2023年6月28日    | KANJANI∞ DOME LIVE 18祭                                                       | 初回限定盤A(3BD)                      | 1位              | 1位              |
| 22                   | 5人              | 2023年6月28日    | KANJANI∞ DOME LIVE 18祭                                                       | 初回限定盤A(4DVD)                     | 1位              | 1位              |
| 22                   | 5人              | 2023年6月28日    | KANJANI∞ DOME LIVE 18祭                                                       | 初回限定盤B(3BD)                      | 1位              | 1位              |
| 22                   | 5人              | 2023年6月28日    | KANJANI∞ DOME LIVE 18祭                                                       | 初回限定盤B(4DVD)                     | 1位              | 1位              |
| 22                   | 5人              | 2023年6月28日    | KANJANI∞ DOME LIVE 18祭                                                       | 通常盤(BD)                            | 1位              | 1位              |
| 22                   | 5人              | 2023年6月28日    | KANJANI∞ DOME LIVE 18祭                                                       | 通常盤(2DVD)                          | 1位              | 1位              |

| ＃               | 発売日           | タイトル                      | 販売形態                    | 最高位           | 最高位           |                  |
| ＃               | 発売日           | タイトル                      | 販売形態                    | DVD              | BD               |                  |
| INFINITY RECORDS | INFINITY RECORDS | INFINITY RECORDS              | INFINITY RECORDS            | INFINITY RECORDS | INFINITY RECORDS | INFINITY RECORDS |
| ---------------- | ---------------- | ----------------------------- | --------------------------- | ---------------- | ---------------- | ---------------- |
| 23               | 2025年5月14日    | 超ARENA TOUR 2024 SUPER EIGHT | 完（CAN）全生産限定盤(3BD)  | 1位              | 1位              |                  |
| 23               | 2025年5月14日    | 超ARENA TOUR 2024 SUPER EIGHT | 完（CAN）全生産限定盤(3DVD) | 1位              | 1位              |                  |
| 23               | 2025年5月14日    | 超ARENA TOUR 2024 SUPER EIGHT | 初回限定盤(3BD)             | 1位              | 1位              |                  |
| 23               | 2025年5月14日    | 超ARENA TOUR 2024 SUPER EIGHT | 初回限定盤(4DVD)            | 1位              | 1位              |                  |
| 23               | 2025年5月14日    | 超ARENA TOUR 2024 SUPER EIGHT | 通常盤(BD)                  | 1位              | 1位              |                  |
| 23               | 2025年5月14日    | 超ARENA TOUR 2024 SUPER EIGHT | 通常盤(2DVD)                | 1位              | 1位              |                  |
| 24               | 2025年7月16日    | 超DOME TOUR 二十祭            | 完全生産限定盤(5BD+CD)      | 1位              | 1位              |                  |
| 24               | 2025年7月16日    | 超DOME TOUR 二十祭            | 完全生産限定盤(6DVD+CD)     | 1位              | 1位              |                  |
| 24               | 2025年7月16日    | 超DOME TOUR 二十祭            | 初回限定盤(4BD)             | 1位              | 1位              |                  |
| 24               | 2025年7月16日    | 超DOME TOUR 二十祭            | 初回限定盤(5DVD)            | 1位              | 1位              |                  |
| 24               | 2025年7月16日    | 超DOME TOUR 二十祭            | 通常盤(2BD)                 | 1位              | 1位              |                  |
| 24               | 2025年7月16日    | 超DOME TOUR 二十祭            | 通常盤(3DVD)                | 1位              | 1位              |                  |

### 再発売作品
- 2015年7月1日 - テイチクエンタテインメントから発売された全シングル[注 22]・全アルバム・全ライブDVD/Blu-rayの通常盤を再発売。
- 2019年7月12日 - 40thシングル『応答セヨ』までの全シングル[注 22]・9thアルバム『ジャム』までの全アルバムの通常盤を「十五催ハッピープライス盤」として再発売。

### 参加作品
- 音源化されている楽曲のみ記述。
- グループで参加している楽曲のみ記述。

#### 参加楽曲
※初収録作品以外は個別ページを参照。
| 発売日         | 楽曲                                | アーティスト                   | 参加メンバー | 初収録作品                                         | 備考      |
| -------------- | ----------------------------------- | ------------------------------ | ------------ | -------------------------------------------------- | --------- |
| 2007年10月17日 | 買い物ブギ                          | V.A.                           | 関ジャニ∞    | 服部良一 〜生誕100周年記念トリビュート・アルバム〜 | [ 注 37 ] |
| 2020年8月12日  | smile                               | Twenty★Twenty                  | 関ジャニ∞    | smile                                              | [ 注 38 ] |
| 2020年8月12日  | Wash Your Hands                     | Twenty★Twenty                  | 関ジャニ∞    | smile                                              | [ 注 38 ] |
| 2024年5月3日   | 無責任でええじゃないかLOVE          | KAMIGATA BOYZ                  | SUPER EIGHT  | 無責任でええじゃないかLOVE                         | [ 注 39 ] |
| 2024年7月24日  | WE ARE                              | STARTO for you                 | SUPER EIGHT  | WE ARE                                             | [ 注 40 ] |
| 2024年8月8日   | あの夏のあいまいME feat.SUPER EIGHT | 東京スカパラダイスオーケストラ | SUPER EIGHT  | あの夏のあいまいME feat.SUPER EIGHT                |           |
| 2024年9月18日  | 世界を明るく照らしましょう          | KAMIGATA BOYZ                  | SUPER EIGHT  | 世界を明るく照らしましょう                         | [ 注 39 ] |
| 2024年10月23日 | メモリー・バンド feat.SUPER EIGHT   | 東京スカパラダイスオーケストラ | SUPER EIGHT  | 35                                                 |           |

#### コンピレーション・アルバム
| 発売日         | 収録作品                                                             | 楽曲                       | 参加メンバー | 備考 |
| -------------- | -------------------------------------------------------------------- | -------------------------- | ------------ | ---- |
| 2012年9月19日  | 忍たま乱太郎 20th アニバーサリーアルバム オープニング&エンディング集 | 桜援歌 (Oh!ENKA)           | 関ジャニ∞    |      |
| 2012年9月19日  | 忍たま乱太郎 20th アニバーサリーアルバム オープニング&エンディング集 | 愛に向かって               | 関ジャニ∞    |      |
| 2022年10月26日 | 忍たま乱太郎 30 years anniversary THE BEST SONGS                     | 桜援歌 (Oh!ENKA)           | 関ジャニ∞    |      |
| 2022年10月26日 | 忍たま乱太郎 30 years anniversary THE BEST SONGS                     | 愛に向かって               | 関ジャニ∞    |      |
| 2022年11月30日 | プリッと!こんぷりーと クレヨンしんちゃん30周年記念テーマソング集     | T.W.L                      | 関ジャニ∞    |      |
| 2022年11月30日 | プリッと!こんぷりーと クレヨンしんちゃん30周年記念テーマソング集     | イエローパンジーストリート | 関ジャニ∞    |      |

### Re:8EST Project
- 『Re:8EST Project』（リ・エイテスト・プロジェクト）は、関ジャニ∞が過去にリリースした楽曲を新たに5人の歌声でアップデートするプロジェクト[217]。
- 2022年6月時点で、8人・7人・6人体制で発売されたシングル表題曲は全て再レコーディングが完了している[282]。
- シングル曲を再録する場合は「Re:8EST edition」（リ・エイテスト・エディション）、シングル曲以外の楽曲を再録する場合は「Re:9EST edition」（リクエスト・エディション）が曲名の末尾に使用される[283][注 41]。
- 「収録作品」や「原曲収録作品」にて、特定形態のみの収録等の詳細については個々のページを参照。
- 表記は収録順。

#### Re:8EST edition
| 楽曲                       | 初収録作品         |
| -------------------------- | ------------------ |
| オモイダマ                 | Re:LIVE            |
| 前向きスクリーム!          | Re:LIVE            |
| がむしゃら行進曲           | キミトミタイセカイ |
| 罪と夏                     | ひとりにしないよ   |
| キング オブ 男!            | 8BEAT              |
| NOROSHI                    | 8BEAT              |
| ここに                     | 8BEAT              |
| crystal                    | 8BEAT              |
| 無限大                     | 8BEAT              |
| All is well                | 喝采               |
| あおっぱな                 | 喝采               |
| イエローパンジーストリート | 喝采               |
| 浪花いろは節               | 関ジャニ∞のいろは  |
| 大阪ロマネスク             | 関ジャニ∞のいろは  |
| ズッコケ男道               | 関ジャニ∞のいろは  |
| 無責任ヒーロー             | 関ジャニ∞のいろは  |
| LIFE〜目の前の向こうへ〜   | 関ジャニ∞のいろは  |

#### Re:9EST edition
| 楽曲     | 初収録作品       | 原曲収録作品 |
| -------- | ---------------- | ------------ |
| ブリュレ | ひとりにしないよ | PUZZLE       |

### 楽曲配信
デビュー以降、基本的に音楽配信サイトでの楽曲配信を行っていなかったが、2024年1月1日にデビュー20周年を記念し、過去にリリースされたほぼ全ての楽曲が各種音楽ダウンロードサービス、サブスクリプションサービスで配信されることを発表した。
元々コロナ禍の少し前から議題には上がっていたというが、最終的なきっかけは2023年に2本の音楽フェスに出演した際に、ライブ後に観客から「サブスクを探したけどなかった」という声が多く、「こういう声が上がっている事実があるならもう舵を切っても良いのではないか」となり、20周年を機に「より身近に聴いてもらいたい！楽しんでもらいたい！」という想いから今回の楽曲配信の解禁が決定した。
発表された1月1日を皮切りに、同年1月24日・31日に『エイトレンジャー』名義や『キャンジャニ∞』名義、ソロ曲・ユニット曲を含めたほぼ全ての楽曲が順次配信開始された。
配信スケジュールは以下の通り。
- 第1弾（2024年1月1日配信）
  - 1stベストアルバム『8EST』
  - 2ndベストアルバム『GR8EST』
  - 10thアルバム『8BEAT (Complete Edition)』
  - 43rdシングル『友よ』から49thシングル『オオカミと彗星』までの全シングル収録曲。
- 第2弾（同年1月24日配信）
  - 50thシングル『アンスロポス』[注 45]
  - 1stミニアルバム『感謝=∞』
  - 1stアルバム『KJ1 F・T・O』から9thアルバム『ジャム』までの全アルバム収録曲。
- 第3弾（同年1月31日配信）
  - 1stシングル『浪花いろは節』から42ndシングル『crystal』までの全シングル収録曲[注 46]。

さらに、2025年1月1日には、上記のスケジュールで配信されていなかった初回限定盤収録の計15曲の配信が開始された。

#### 未配信曲
- CD音源化されている楽曲で、ダウンロードなどの配信が解禁されていない楽曲（2025年現在）[注 47]。
- カラオケ音源やトーク音源、11〜13thシングル『GIFT』3作は割愛。

| タイトル                                        | 収録作品                                           |
| ----------------------------------------------- | -------------------------------------------------- |
| 買い物ブギ                                      | 服部良一 〜生誕100周年記念トリビュート・アルバム〜 |
| ∞th ANNIVERSARY Single's Remix                  | 涙の答え（通常盤〈初回プレス〉）                   |
| オモイダマ "関ジャニズム" Remix                 | 強く 強く 強く（初回限定盤）                       |
| 前向きスクリーム! "リサイタル" Remix            | なぐりガキBEAT（初回限定盤）                       |
| 罪と夏 "リサイタル" Remix                       | なぐりガキBEAT（初回限定盤）                       |
| パノラマ "関ジャニ'sエイターテインメント" Remix | 応答セヨ（初回限定盤）                             |

## タイアップ
※出典は各項を参照。
| 曲名                                | タイアップ | ジャンル |
| ----------------------------------- | --- | -------- |
| 浪花いろは節                        | テレビ東京系『裏ジャニ』エンディングテーマ                                                                     | 番組     |
| 桜援歌(Oh! ENKA)                    | NHK教育アニメ『忍たま乱太郎』第13・14シリーズエンディングテーマ                                                | アニメ   |
| 無限大                              | 20世紀フォックス配給劇場アニメ『ロボッツ』日本版応援ソング                                                     | アニメ   |
| 好きやねん、大阪。                  | ハウス食品『好きやねん』CMソング                                                                               | CM       |
| ∞SAKAおばちゃんROCK                 | エムティーアイ『music.jp』CMソング                                                                             | CM       |
| ∞SAKAおばちゃんROCK                 | KADOKAWA『dwango』CMソング                                                                                     | CM       |
| ∞SAKAおばちゃんROCK                 | 関西テレビ『ほんじゃに!』テーマソング                                                                          | 番組     |
| 関風ファイティング                  | エムティーアイ『music.jp』CMソング                                                                             | CM       |
| 関風ファイティング                  | KADOKAWA『dwango』CMソング                                                                                     | CM       |
| 関風ファイティング                  | 東京ニュース通信社『週刊TVガイド』CMソング                                                                     | CM       |
| 太陽の子供                          | 関西テレビ系スペシャルドラマ『ダイブ・トゥ・ザ・フューチャー』エンディングテーマ                               | ドラマ   |
| 未来の向こうへ                      | 関西テレビ系スペシャルドラマ『蹴鞠師』エンディングテーマ                                                       | ドラマ   |
| ズッコケ男道                        | エムティーアイ『music.jp』CMソング                                                                             | CM       |
| ズッコケ男道                        | KADOKAWA『dwango』CMソング                                                                                     | CM       |
| 愛に向かって                        | NHK教育アニメ『忍たま乱太郎』第15・16シリーズエンディングテーマ                                                | アニメ   |
| イッツ マイ ソウル                  | KADOKAWA『dwango』CMソング                                                                                     | CM       |
| ワッハッハー                        | KADOKAWA『dwango』CMソング                                                                                     | CM       |
| fuka-fuka Love the Earth            | 日本テレビ系『Touch! eco 2008 明日のために…55の挑戦?スペシャル』テーマソング                                   | 番組     |
| 無責任ヒーロー                      | 日本テレビ系『江川×堀尾のSUPERうるぐす』2008年10月 - 12月度テーマソング                                        | 番組     |
| 無責任ヒーロー                      | KADOKAWA『dwango』CMソング                                                                                     | CM       |
| 咲いて生きよ                        | 日本テレビ系『江川×堀尾のSUPERうるぐす』2009年1月 - 3月度テーマソング                                          | 番組     |
| 急☆上☆Show!!                        | KADOKAWA『dwango』CMソング                                                                                     | CM       |
| Wonderful World!!                   | 朝日放送・テレビ朝日系『冒険JAPAN! 関ジャニ∞MAP』エンディングテーマ                                            | 番組     |
| LIFE〜目の前の向こうへ〜            | TBS系日曜劇場『GM〜踊れドクター』主題歌                                                                        | ドラマ   |
| ほろりメロディー                    | エムティーアイ『music.jp』CMソング                                                                             | CM       |
| T.W.L                               | テレビ朝日系アニメ『クレヨンしんちゃん』オープニングテーマ                                                     | アニメ   |
| T.W.L                               | 東宝配給劇場アニメ『映画クレヨンしんちゃん 嵐を呼ぶ黄金のスパイ大作戦』オープニングテーマ                      | アニメ   |
| イエローパンジーストリート          | 東宝配給劇場アニメ『映画クレヨンしんちゃん 嵐を呼ぶ黄金のスパイ大作戦』主題歌                                  | アニメ   |
| マイホーム                          | テレビ朝日系金曜ナイトドラマ『犬を飼うということ〜スカイと我が家の180日〜』主題歌                              | ドラマ   |
| 365日家族                           | TBS系金曜ドラマ『生まれる。』主題歌                                                                            | ドラマ   |
| ツブサニコイ                        | フジテレビ系月9ドラマ『全開ガール』エンディングテーマ                                                          | ドラマ   |
| 愛でした。                          | TBS系木曜ドラマ9『パパドル!』主題歌                                                                            | ドラマ   |
| ER                                  | 東宝配給映画『エイトレンジャー』主題歌                                                                         | 映画     |
| 雨のち晴れ                          | 東宝配給映画『エイトレンジャー』挿入歌                                                                         | 映画     |
| ∞レンジャー                         | 東宝配給映画『エイトレンジャー』挿入歌                                                                         | 映画     |
| ∞レンジャー                         | 東宝配給映画『エイトレンジャー2』挿入歌                                                                        | 映画     |
| あおっぱな                          | テレビ朝日系金曜ナイトドラマ『ボーイズ・オン・ザ・ラン』主題歌                                                 | ドラマ   |
| へそ曲がり                          | テレビ朝日系金曜ナイトドラマ『お天気お姉さん』主題歌                                                           | ドラマ   |
| ここにしかない景色                  | 東宝配給映画『県庁おもてなし課』主題歌                                                                         | 映画     |
| 涙の答え                            | ショウゲート配給映画『100回泣くこと』主題歌                                                                    | 映画     |
| ココロ空モヨウ                      | 関西テレビ・フジテレビ系火曜ドラマ『よろず占い処 陰陽屋へようこそ』主題歌                                      | ドラマ   |
| ひびき                              | TBS系木曜ドラマ劇場『Dr.DMAT』主題歌                                                                           | ドラマ   |
| キング オブ 男!                     | 東宝配給映画『土竜の唄 潜入捜査官REIJI』主題歌                                                                 | 映画     |
| RAGE                                | TBS系『TBS Football 2014夏』テーマソング                                                                       | スポーツ |
| オモイダマ                          | 2014ABC夏の高校野球応援ソング                                                                                  | スポーツ |
| オモイダマ                          | 朝日放送・テレビ朝日系『熱闘甲子園』テーマソング                                                               | 番組     |
| オモイダマ                          | 阪神電気鉄道『甲子園駅』接近メロディ                                                                           | その他   |
| ER2                                 | 東宝配給映画『エイトレンジャー2』主題歌                                                                        | 映画     |
| 陽炎                                | 東宝配給映画『エイトレンジャー2』挿入歌                                                                        | 映画     |
| 言ったじゃないか                    | TBS系日曜劇場『ごめんね青春!』主題歌                                                                           | ドラマ   |
| CloveR                              | 東宝配給映画『クローバー』主題歌                                                                               | 映画     |
| がむしゃら行進曲                    | 日本テレビ系土曜ドラマ『地獄先生ぬ〜べ〜』主題歌                                                               | ドラマ   |
| 強く 強く 強く                      | 日本テレビ系土曜ドラマ『ドS刑事』主題歌                                                                        | ドラマ   |
| 前向きスクリーム!                   | 大塚製薬『オロナミンC』CMソング                                                                                | CM       |
| CANDY MY LOVE                       | King Japan『キャンディークラッシュ ソーダ』CMソング                                                            | CM       |
| 侍唄 (さむらいソング)               | テレビ朝日系金曜ナイトドラマ『サムライせんせい』主題歌                                                         | ドラマ   |
| バッキバキ体操 第一                 | フジテレビ系『関ジャニ∞クロニクル』内コーナー『バッキバキ体操』テーマソング                                    | 番組     |
| パノラマ                            | フジテレビ系アニメ『モンスターハンター ストーリーズ RIDE ON』主題歌                                            | アニメ   |
| background                          | 大塚製薬『オロナミンC』CMソング                                                                                | CM       |
| NOROSHI                             | 東宝配給映画『土竜の唄 香港狂騒曲』主題歌                                                                      | 映画     |
| なぐりガキBEAT                      | 松竹配給映画『破門 ふたりのヤクビョーガミ』主題歌                                                              | 映画     |
| Never Say Never                     | ソニー・ピクチャーズ エンタテインメント配給映画『スパイダーマン:ホームカミング』日本語吹替版主題歌             | 映画     |
| 奇跡の人                            | 日本テレビ系土曜ドラマ『ウチの夫は仕事ができない』主題歌                                                       | ドラマ   |
| プレキン節 〜替え歌 of スーダラ節〜 | プレミアムフライデー推進議会『プレミアムフライデー応援ソング』                                                 | その他   |
| 今                                  | フジテレビ系『FNS27時間テレビ にほんのれきし』テーマソング                                                     | 番組     |
| 今                                  | フジテレビ系『FNS27時間テレビ にほん人は何を食べてきたのか?』テーマソング                                      | 番組     |
| 応答セヨ                            | ショウゲート配給映画『泥棒役者』主題歌                                                                         | 映画     |
| Sweet Parade                        | めざましテレビPRESENTS『T-SPOOK』公式パーティーソング                                                          | その他   |
| DO NA I                             | TBS系『ペコジャニ∞!』テーマソング                                                                              | 番組     |
| 大阪ロマネスク                      | 大阪観光局『大阪観光テーマソング』                                                                             | その他   |
| ここに                              | テレビ朝日系『関ジャム 完全燃SHOW』エンディングテーマ                                                          | 番組     |
| タカラモノ                          | 関西テレビ『カンテレ開局60周年記念テーマソング』                                                               | その他   |
| 歓喜の舞台                          | フジテレビ系スポーツ情熱ソング                                                                                 | スポーツ |
| 歓喜の舞台                          | フジテレビ系『村上信五∞情熱の鼓動』テーマソング                                                                | 番組     |
| 歓喜の舞台                          | フジテレビ系『FNS27時間テレビ にほんのスポーツは強いっ!』テーマソング                                          | 番組     |
| デイ・ドリーム・ビリーバー          | セブン-イレブン『「カラダへの想いこの手から」あったかシリーズ』CMソング                                        | CM       |
| All you need is laugh               | ユニバーサル・スタジオ・ジャパン内アトラクション『ハリウッド・ドリーム・ザ・ライド』搭載曲                     | その他   |
| crystal                             | フジテレビ系月9ドラマ『トレース〜科捜研の男〜』主題歌                                                          | ドラマ   |
| 友よ                                | 日本テレビ系土曜ドラマ『俺の話は長い』主題歌                                                                   | ドラマ   |
| 友よ                                | 日本テレビ系スペシャルドラマ『俺の話は長い 〜2025・春〜』主題歌                                                | ドラマ   |
| Faaaaall In Love                    | ユニバーサル・スタジオ・ジャパン内アトラクション『ハリウッド・ドリーム・ザ・ライド』搭載曲                     | その他   |
| Re:LIVE                             | 大阪観光局「がんばろう日本!We are OSAKA」テーマソング                                                          | その他   |
| Re:LIVE                             | 大阪観光局『#イマデキ』CMソング                                                                                | CM       |
| キミトミタイセカイ                  | フジテレビ系木曜劇場『知ってるワイフ』主題歌                                                                   | ドラマ   |
| Sweet & Bitter                      | 森永製菓『バニラモナカジャンボ』CMソング                                                                       | CM       |
| サタデーソング                      | MBS・TBS系『サタデープラス』テーマソング                                                                       | 番組     |
| ひとりにしないよ                    | テレビ朝日系オシドラサタデー『コタローは1人暮らし』主題歌                                                      | ドラマ   |
| 凛                                  | フジテレビ系『FUJI Network. Song for Athletes』                                                                | スポーツ |
| 凛                                  | フジテレビ系『村上信五∞情熱の鼓動』テーマソング                                                                | 番組     |
| 凛                                  | フジテレビ系『北京2022オリンピック』テーマソング                                                               | スポーツ |
| 稲妻ブルース                        | 東宝配給映画『土竜の唄 FINAL』主題歌                                                                           | 映画     |
| ココロに花                          | 日本テレビ系シンドラ『サムライカアサン』主題歌                                                                 | ドラマ   |
| CIRCLE                              | 2020年ドバイ国際博覧会日本館共同プロジェクト『共に未来に向けて歩みを進めよう #再び繋がり合う世界』テーマソング | その他   |
| 未完成                              | テレビ朝日系オシドラサタデー『帰ってきたぞよ!コタローは1人暮らし』主題歌                                       | ドラマ   |
| オオカミと彗星                      | テレビ朝日系金曜ナイトドラマ『警部補ダイマジン』主題歌                                                         | ドラマ   |
| ∞月のメモリー                       | コーセー『米肌』CMソング                                                                                       | CM       |
| アンスロポス                        | 読売テレビ・日本テレビ系アニメ『め組の大吾 救国のオレンジ』オープニングテーマ                                  | アニメ   |
| Eighdays                            | 森永製菓『チョコモナカジャンボ』『バニラモナカジャンボ』CMソング                                               | CM       |
| ブチ★I GOT IT                       | 第一興商『DAM』「DAM×SUPER EIGHT やっぱ、DAMやね!」篇CMソング                                                  | CM       |

| 曲名                      | タイアップ                                             | ジャンル |
| ------------------------- | ------------------------------------------------------ | -------- |
| ハクション大魔王の歌      | フジテレビ系スペシャルドラマ『ハクション大魔王』主題歌 | ドラマ   |
| OTTOTTO                   | 森永製菓『おっとっと』コラボレーションソング           | CM       |
| おっとおったーおってすと  | 森永製菓『おっとっと』「日本全国動物大図鑑」篇CMソング | CM       |
| だれかおるやろ feat. CHAI | Lemino『村上信五のだれおる!』テーマソング              | 番組     |

| 曲名                             | タイアップ                         | ジャンル |
| -------------------------------- | ---------------------------------- | -------- |
| 夜は墨染め〜忘れてもらえないの歌 | 舞台『忘れてもらえないの歌』挿入歌 | 舞台     |

## CD未収録曲
- 表記は50音順。
- 「JASRAC」の作品データベース検索サービスに記載されている楽曲を記載[注 56]。
- 「JASRAC」のデータに無い楽曲も、DVD等として円盤化されており、楽曲クレジットが明確なものは記述。
- 渋谷と錦戸のソロ活動の楽曲は除く。

### 関ジャニ∞
| タイトル                 | クレジット                                   | 初出作品                                                                      | 作品コード | 備考      |
| ------------------------ | -------------------------------------------- | ----------------------------------------------------------------------------- | ---------- | --------- |
| アイランド               | 作詞：宇都直樹 作曲：OKUDA                   | 未収録                                                                        | 151-0923-2 |           |
| 明日を狙え!              | 作詞：白井裕紀、新美香 作曲：KATSUMI OHNISHI | 未収録                                                                        | 137-0151-7 |           |
| 口笛の向こう             | 作詞・作曲・編曲：TAKESHI                    | Excite!!                                                                      | 119-1442-4 |           |
| 恋はブギウギロマンチック | 作詞：白井裕紀 作曲：青柳誠                  | 47                                                                            | 140-7672-1 |           |
| Go Now To The World      | 作詞・作曲：オオヤギヒロオ                   | Spirits!!                                                                     | 111-4945-1 |           |
| sign of dream            | 作詞：久保田洋司 作曲：オオヤギヒロオ        | 未収録                                                                        | 126-6076-1 |           |
| STANCE                   | 作詞・作曲：永井真人                         | Excite!!                                                                      | 104-8439-6 |           |
| SLAVE                    | 作詞・作曲：清水昭男                         | Excite!!                                                                      | 111-3707-0 |           |
| So BAD!                  | 作詞：長谷川雅大 作曲：TSUKASA               | Excite!!                                                                      | 104-8479-5 |           |
| DIVE                     | 作詞：TAKESHI 作曲：森元康介                 | Heat up!                                                                      | 130-6727-3 |           |
| とめないで               | 作詞：Mo'doo-!、関ジャニ∞ 作曲：Mo'doo-!     | 未収録                                                                        | 137-0145-2 |           |
| ともだち                 | 作詞：岡部真理子 作曲：Gajin                 | Heat up!                                                                      | 104-8438-8 |           |
| 七人の剣客               | 作詞・作曲：田中秀典                         | 未収録                                                                        | 152-4206-4 |           |
| Knockin' Trackin'        | 作詞：相田毅 作曲：谷本新                    | Spirits!!                                                                     | 107-1275-5 |           |
| Fighter                  | 作詞・作曲：オオヤギヒロオ                   | Excite!!                                                                      | 111-4938-8 |           |
| Feel I Makin' Good       | 作詞：相田毅 作曲：原一博                    | 未収録                                                                        | 108-0811-6 |           |
| マーメイド               | 作詞：TAKESHI 作曲：ha-j                     | Spirits!!                                                                     | 106-3351-1 | [ 注 57 ] |
| メタメタ                 | 作詞・作曲・編曲：大西省吾                   | Re:LIVE（期間限定盤B 特典DVD）                                                | 250-8929-3 | [ 注 58 ] |
| メビウス                 | 作詞・作曲・編曲：大西省吾                   | TOUR 2∞9 PUZZLE                                                               | 160-3744-8 |           |
| 森に抱かれて             | 作詞・作曲：三橋隆幸                         | KANJANI∞ LIVE TOUR!! 8EST 〜みんなの想いはどうなんだい?僕らの想いは無限大!!〜 | 500-8866-1 |           |
| ヤジルシ↑                | 作詞・作曲：飯岡隆志                         | Heat up!                                                                      | 134-1082-2 |           |
| レクイエム〜宇宙の記憶〜 | 作詞：TAKESHI 作曲：飯田建彦                 | Excite!!                                                                      | 104-8489-2 |           |
| インストゥルメンタル     |                                              |                                                                               |            |           |
| Undercover               | 作曲・編曲：高橋浩一郎                       | 8UPPERS FEATURE MUSIC FILM（映画）                                            | 500-6203-4 |           |
| Intensive mission        | 作曲・編曲：高橋浩一郎                       | 8UPPERS FEATURE MUSIC FILM（映画）                                            | 500-6204-2 |           |
| Odd order                | 作曲・編曲：高橋浩一郎                       | 8UPPERS FEATURE MUSIC FILM（映画）                                            | 該当無し   |           |
| Over anything            | 作曲・編曲：高橋浩一郎                       | 8UPPERS FEATURE MUSIC FILM（映画）                                            | 該当無し   |           |
| Stranger's symphony      | 作曲・編曲：高橋浩一郎                       | 8UPPERS FEATURE MUSIC FILM（映画）                                            | 該当無し   |           |
| Start Us Up              | 作曲：ウルフルケイスケ 編曲：THE GO GO GO'S  | 8UPPERS FEATURE MUSIC FILM（映画）                                            | 500-6205-1 |           |
| Spread over              | 作曲・編曲：高橋浩一郎                       | 8UPPERS FEATURE MUSIC FILM（映画）                                            | 該当無し   |           |
| Final answer             | 作曲・編曲：高橋浩一郎                       | 8UPPERS FEATURE MUSIC FILM（映画）                                            | 該当無し   |           |

### ユニット曲
| タイトル                             | クレジット                                                  | 初出作品                                          | 作品コード                           | 備考                                 |
| すばるBAND（渋谷・丸山・安田・大倉） | すばるBAND（渋谷・丸山・安田・大倉）                        | すばるBAND（渋谷・丸山・安田・大倉）              | すばるBAND（渋谷・丸山・安田・大倉） | すばるBAND（渋谷・丸山・安田・大倉） |
| ------------------------------------ | ----------------------------------------------------------- | ------------------------------------------------- | ------------------------------------ | ------------------------------------ |
| Soul way                             | 作詞：SUBARU 作曲：安田章大                                 | 未収録                                            | 111-5171-4                           |                                      |
| Down up↑                             | 作詞：SUBARU 作曲：安田章大                                 | 未収録                                            | 140-7441-9                           |                                      |
| High Position                        | 作詞：SUBARU 作曲：安田章大                                 | 未収録                                            | 137-0152-5                           |                                      |
| 三兄弟（横山・安田・渋谷）           |                                                             |                                                   |                                      |                                      |
| アメちゃん                           | 作詞：ユウ 作曲：チパ                                       | Spirits!!                                         | 126-6070-1                           |                                      |
| みかん                               | 作詞：ユウ 作曲：チパ                                       | Excite!!                                          | 122-6129-7                           | [ 注 59 ]                            |
| その他                               |                                                             |                                                   |                                      |                                      |
| 明日                                 | 作詞・作曲：Gajin                                           | Spirits!!                                         | 126-6062-1                           | [ 注 60 ]                            |
| ありがとう                           | 作詞・作曲：横山裕、渋谷すばる、安田章大、大倉忠義          | KANJANI∞ LIVE TOUR JUKE BOX（初回限定盤 特典DVD） | 500-9977-9                           | [ 注 61 ]                            |
| Come Into My World                   | 作詞：藤本記子、葉山拓亮 作曲：葉山拓亮                     | 未収録                                            | 162-6671-4                           | [ 注 62 ]                            |
| Kicyu                                | 作詞：横山裕 作曲：安田章大 編曲：高橋浩一郎                | PUZZLE（初回限定盤 特典DVD）                      | 158-1293-6                           | [ 注 63 ]                            |
| Glorious                             | 作詞：Samuel Waermo 作曲・編曲：Samuel Waermo, TJ Mixx      | PUZZLE（初回限定盤 特典DVD）                      | 1A0-1387-7                           | [ 注 64 ]                            |
| desire                               | 作詞：渋谷すばる 作曲：安田章大 編曲：野間康介              | 無責任ヒーロー（初回限定盤B 特典DVD）             | 151-0930-5                           | [ 注 65 ]                            |
| torn                                 | 作詞：白鷺剛 作曲：飯岡隆志 編曲：CHOKKAKU                  | 無責任ヒーロー（初回限定盤B 特典DVD）             | 151-0963-1                           | [ 注 66 ]                            |
| Who's foods?                         | 作詞：村上信五、丸山隆平、安田章大 作曲：川端良征           | 未収録                                            | 137-0147-9                           | [ 注 67 ]                            |
| ホシイモノハ。                       | 作詞：丸山隆平 作曲：M.com 編曲：龍山一平、大川カズト       | 無責任ヒーロー（初回限定盤B 特典DVD）             | 151-0951-8                           | [ 注 68 ]                            |
| モナコブルー                         | 作詞・作曲：出口雅之                                        | 未収録                                            | 128-7134-6                           | [ 注 60 ]                            |
| YOU CAN SEE                          | 作詞：村上信五、丸山隆平、佐伯youthK 作曲・編曲：佐伯youthK | PUZZLE（初回限定盤 特典DVD）                      | 158-1298-7                           | [ 注 69 ]                            |

### カバー
※ライブのみの披露は除く
| タイトル                           | 初出作品  | 備考      |
| 関ジャニ∞                          | 関ジャニ∞ | 関ジャニ∞ |
| ---------------------------------- | --------- | --------- |
| デイ・ドリーム・ビリーバー         | 十五祭    | [ 注 70 ] |
| プレキン節〜替え歌 of スーダラ節〜 | 未収録    | [ 注 71 ] |
| 村上信五                           |           |           |
| ハクション大魔王の歌               | 未収録    | [ 注 72 ] |

## ライブ

### ワンマンライブ
- 関ジャニ8 X'masパーティー2002（2002年12月19日 - 25日）[9]
- 関ジャニ8 X'masパーティー2003（2003年12月18日 - 25日）[51]
- 感謝 ni ∞ in 東京（2004年11月27日）[9]
- 関ジャニ∞ X'masパーティー2004（2004年12月18日 - 25日）[9]
- 関ジャニ∞ サマースペシャル2005〈前夜祭〉（2005年7月30日・31日）[9]
- 関ジャニ∞ X'masパーティー2005（2005年12月16日 - 25日）[9]
- 関ジャニ∞ CONCERT TOUR 2006 Funky Tokyo Osaka Nagoya（2006年5月3日 - 6月4日）[75]
- 関ジャニ∞ 全国1-st tour 2∞6（2006年9月9日 - 10月28日）[76]
- 関ジャニ∞ KAN FU FIGHTING 全国ツアー 2006 第2弾（2006年12月2日 - 29日）[76]
- 関ジャニ∞ えイトっ!ホンマ!?ビックリ!! ドームコンサート in OSAKA（2007年2月24日・25日）[82]
- 全国47都道府県 完全制覇!!関ジャニ∞ えっ!ホンマ!?ビックリ!! TOUR 2007（2007年5月3日 - 9月30日）[85]
- KANJANI∞ LIVE TOUR 2008 ∞だよ!全員集合（2008年4月3日 - 5月18日）[76]
- KANJANI∞ LIVE TOUR 2008 ∞だよ!全員集合 夏だ!ツアーだ!!ワッハッハー!!!（2008年7月6日 - 8月31日）[76]
- 関ジャニ∞ TOUR 2009 PUZZLE（2009年5月10日 - 7月30日）[76]
- 関ジャニ∞ DOME CONCERT 2009-2010（2009年12月30日 - 2010年1月1日）[96]
- KANJANI∞ LIVE TOUR 2010→2011 8UPPERS（2010年10月30日 - 2011年1月1日）[96]
- KANJANI∞ 五大ドームTOUR EIGHT×EIGHTER おもんなかったらドームすいません（2011年11月23日 - 12月31日）[109]
- KANJANI∞ LIVE TOUR!! 8EST 〜みんなの想いはどうなんだい?僕らの想いは無限大!!〜（2012年9月15日 - 2013年1月1日）[121]
- 関ジャニ∞ LIVE TOUR JUKE BOX（2013年11月8日 - 2014年1月19日）[129]
- 十祭（2014年8月9日 - 8月24日）[137]
- 関ジャニズム LIVE TOUR 2014≫2015（2014年11月16日 - 2015年1月12日）[4]
- 関ジャニ∞リサイタル お前のハートをつかんだる!!（2015年7月18日 - 9月13日）[153]
- 関ジャニ∞の元気が出るLIVE!!（2015年12月13日 - 2016年1月17日）[157]
- 関ジャニ∞リサイタル 真夏の俺らは罪なヤツ（2016年7月30日 - 9月28日）[160]
- 関ジャニ'sエイターテインメント（2016年12月10日 - 2017年1月15日）[161]
- 関ジャニ'sエイターテインメント ジャム（2017年7月15日 - 9月10日）[170]
- KANJANI'S EIGHTERTAINMENT GR8EST（2018年7月15日 - 9月16日 / 11月17日・18日）[177][182]
- KANJANI'S EIGHTERTAINMENT GR8EST in Taipei（2018年9月22日・23日）[186]
- 十五祭（2019年7月14日 - 9月3日）[38]
- 関ジャニ∞ 47都道府県ツアー UPDATE（2019年11月6日 - 2020年2月14日 / 2020年3月11日 - 4月29日〈中止[199]〉）[197]
- Johnny's DREAM IsLAND 2020→2025 〜大好きなこの街から〜（2020年8月8日）[215]
- KANJANI'S Re:LIVE 8BEAT（2021年11月20日 - 2022年1月23日）[230]
- 18祭（2022年7月16日 - 24日）[242]
- 関ジャニ∞ ドームLIVE 18祭（2022年12月17日 - 2023年1月15日）[247]
- KANJANI∞ 20FES 〜前夜祭〜（2023年9月9日）[252]
- 超アリーナツアー2024 SUPER EIGHT（2024年8月9日 - 11月3日）[270]
- SUPER EIGHT 超DOME TOUR 二十祭（2024年12月7日 - 2025年1月13日）[272]
- SUPER EIGHT 2025（2025年11月26日 - 28日〈予定〉）[276]

### 音楽フェスティバル
- テレビ朝日ドリームフェスティバル2015（2015年11月23日）[155]
- TOKYO METROPOLITAN ROCK FESTIVAL 2017（2017年5月21日）[1]
- 関ジャムFES → EIGHT-JAM FES
  - 関ジャムFES（テレビ朝日ドリームフェスティバル2019）（2019年10月12日〈中止[196]〉）[195]
  - 関ジャムFES（テレビ朝日ドリームフェスティバル2021）（2021年9月26日）[227]
  - EIGHT-JAM FES（2024年6月21日 - 23日）
- ROCK IN JAPAN FESTIVAL
  - ROCK IN JAPAN FESTIVAL 2022（2022年8月13日〈中止[245]〉）[244]
  - ROCK IN JAPAN FESTIVAL 2023（2023年8月12日）[250]
  - ROCK IN JAPAN FESTIVAL 2024 in HITACHINAKA（2024年9月14日）[271]
- WANIMA presents 1CHANCE FESTIVAL 2023（2023年9月2日）[251]

## 出演
- 単独出演作品は各メンバーの記事を参照。
- メンバーが複数名出演している場合は3人以上の番組のみ記述。
- ドラマ・映画の主演作品は主演メンバーを太字で表記。

### バラエティ番組

#### 現在出演中のレギュラー番組
※2025年現在。
- ありえへん∞世界[注 73]（2008年4月16日 - 、テレビ東京）[288]
- 関ジャム 完全燃SHOW → EIGHT-JAM（2015年 - 、テレビ朝日）
  - 関ジャム 完全燃SHOW（2015年5月10日 - 2024年3月31日）[150]
  - EIGHT-JAM（2024年4月7日 - ）[151]

#### 過去に出演したレギュラー番組
- J³ KANSAI（2002年10月2日 - 2003年3月26日、関西テレビ）
- ほんじゃに!（2003年4月2日 - 2007年4月25日、関西テレビ）
- 裏ジャニ（2004年4月6日 - 2005年3月29日、テレビ東京）
- ∞のギモン（2005年4月5日 - 2005年9月27日、テレビ東京）
- スカ☆J → スカ☆J 一番星（2005年 - 2007年、テレビ東京）
  - スカ☆J（2005年10月4日 - 2006年3月28日）
  - スカ☆J 一番星（2006年4月4日 - 2007年3月27日）
- おもてなし音楽バラエティ むちゃ∞ブリ!（2007年4月3日 - 2008年3月25日、テレビ東京）
- 美味紳助（2007年4月23日 - 2007年9月10日、テレビ朝日）
- 関ジャニ∞のジャニ勉（2007年5月3日 - 2021年7月1日、関西テレビ）[289][84]
- Can!ジャニ（2008年10月4日 - 2009年9月26日、テレビ朝日）[290]
- 関パニ（2009年10月7日 - 2010年3月31日、テレビ朝日）[291]
- 冒険JAPAN! 関ジャニ∞MAP（2010年4月4日 - 2012年3月25日、朝日放送・テレビ朝日）[292]
- 密室謎解きバラエティー 脱出ゲームDERO! → 宝探しアドベンチャー 謎解きバトルTORE!（2010年 - 2016年、日本テレビ）
  - 密室謎解きバラエティー 脱出ゲームDERO!（2010年4月21日 ‐ 2011年3月9日）[293]
  - 宝探しアドベンチャー 謎解きバトルTORE!（2011年7月6日 - 2013年2月25日[注 74] / 2013年8月19日 - 2016年4月11日[注 75]）[294]
- 関ジャニの仕分け∞（2011年 - 2015年、テレビ朝日）
  - お願い!ランキング（2011年2月11日 - 3月18日） - 「お願い!企画ファーム」内の同名のコーナーに出演[103]
  - 関ジャニの仕分け∞（2011年4月7日 - 2015年3月21日）[103]
- エイトレンジャーTV 2035（2012年6月11日 - 7月13日、スペースシャワーTV） - 月曜から金曜まで放送[295]
  - エイトレンジャーTV 2035 総集編スペシャル（2012年8月1日）[296]
- 応援ドキュメント 明日はどっちだ[注 76]（2012年 - 2015年、NHK総合）
  - 関ジャニ∞の明日はどっちだ!（2012年10月8日 - 22日）[297]
  - 応援ドキュメント 明日はどっちだ（2013年4月2日 - 2015年3月24日）[298]
- ペコジャニ∞!（2017年 - 2018年、TBS）
  - 勝てば満腹!負ければ腹ペコ! ペコジャニ∞（2017年4月27日・6月11日）[299][300]
  - ペコジャニ∞!（2017年10月30日 - 2018年9月24日）[173][301]
- 関ジャニ∞クロニクル → 関ジャニ∞クロニクルF（2015年 - 2022年、フジテレビ）
  - 関ジャニ∞クロニクル（2015年5月16日 - 2020年3月28日）[152]
  - 関ジャニ∞クロニクルF（2020年4月27日 - 2022年3月21日）[206][302]
- 関ジャニ∞の あとはご自由に → SUPER EIGHTの あとはご自由に（2022年 - 2024年、フジテレビ）
  - 関ジャニ∞の あとはご自由に（2022年5月10日 - 2024年1月30日）[239]
  - SUPER EIGHTの あとはご自由に（2024年2月6日 - 2024年3月26日）[240]

### 特別番組
- チョイス!（2005年12月28日、テレビ東京）[303]
- それゆけ!ダイダマン（2007年 - 2008年、テレビ朝日）
  - 関ジャニ∞の代打屋（2007年12月29日）
  - それゆけ!ダイダマン（2008年4月5日）
  - それゆけ!ダイダマンZ（2008年6月27日）
- Touch! eco 2008 ECOウィークスペシャル（2008年6月2日 - 8日、日本テレビ）[88]
  - Touch! eco 2008 明日のために…55の挑戦?スペシャル（2008年6月8日） - メインパーソナリティ[89]
- トヨタECOスペシャル[注 73]（2009年 - 2011年、日本テレビ）
  - 地球不思議大紀行 生命の海の謎を追え!（2009年7月20日）[304]
  - 奇跡の海を行く!僕たちの地球大航海（2010年7月19日）[305]
  - 太陽が生んだ奇跡!灼熱!アフリカ大紀行（2011年7月18日）[306]
- 人材育成バラエティー 関ジャニ∞の怒られよう!（2010年7月4日、テレビ朝日）[307]
- マジか!?のHOW TOバラエティ 関∞ピース（2011年1月3日、TBS）[308]
- 24時間テレビ 「愛は地球を救う」（日本テレビ）
  - 24時間テレビ「愛は地球を救う」34 力〜わたしは、たいせつなひとり。〜（2011年8月20日・21日） - メインパーソナリティ[309]
  - 24時間テレビ「愛は地球を救う」36 ニッポンって･･･? 〜この国のかたち〜（2013年8月24日） - 番組内のコーナー『嵐にしやがれ』にゲスト出演[310]
  - 24時間テレビ「愛は地球を救う」37 小さなキセキ、大きなキセキ（2014年8月30日・31日） - メインパーソナリティ[140]
- 関ジャニ∞×ワケあり家族パパめっちゃ大変記（2012年5月3日、TBS）[311]
- うたうで! おどるで! THE カヴァ☆コラTV（2013年 - 2014年、日本テレビ）
  - THE MUSIC DAY 音楽のちから（2013年7月6日） - 番組内の同名のコーナーを担当[312]
  - うたうで! おどるで! THE カヴァ☆コラTV（2014年1月4日）[313]
- 関ジャニ特命捜査班7係（2014年 - 2017年、日本テレビ）
  - 関ジャニ7（2014年4月14日・8月4日・12月29日）[314]
  - 関ジャニ特命捜査班7係（2016年1月30日・9月10日・2017年3月18日）[315]
- 関ジャニ∞博物館（2015年3月4日、MBS・TBS）[316]
- 関ジャニ∞のTheモーツァルト 音楽王No.1決定戦[注 77]（2015年9月25日 - 2020年9月25日、テレビ朝日）[317][注 75]
- 関ジャニQ展開!（2018年10月9日・2019年6月22日、TBS）[318][319]

#### NHK紅白歌合戦出場歴
| 年度 | 放送回 | 回 | 曲目                                           | 備考                           |
| --- | ------ | -- | ---------------------------------------------- | ------------------------------ |
| 2012年 | 第63回 | 初 | 初紅白!!全力前進ジャジャジャジャーン!!!        | 紅白初出場・後半トップバッター |
| 2013年 | 第64回 | 2  | 紅白2度目!呼ばれて飛び出てじぇじぇじぇじぇ!!   |                                |
| 2014年 | 第65回 | 3  | オモイダマ                                     |                                |
| 2015年 | 第66回 | 4  | 前向きスクリーム!                              | 前半白組トリ                   |
| 2016年 | 第67回 | 5  | ズッコケ男道 〜紅白で夢を歌おう〜              | 先攻トップバッター             |
| 2017年 | 第68回 | 6  | なぐりガキBEAT                                 | 後半白組トップバッター（2）    |
| 2018年 | 第69回 | 7  | ここに                                         | 渋谷脱退後初の紅白出場         |
| 2019年 | 第70回 | 8  | 関ジャニ∞ 前向きにきばってこーぜ!OSAKAメドレー | 錦戸脱退後初の紅白出場         |
| 2020年 | 第71回 | 9  | みんなで踊ろう!前向きスクリーム!（3回目）      |                                |
| 2021年 | 第72回 | 10 | Re:LIVE                                        | 後半白組トップバッター（3）    |
| 2022年 | 第73回 | 11 | T.W.L（2回目）                                 | ゆずとのコラボ                 |
| - 備考のトリ等の次にある（）はトリ等を務めた回数を表す。 - 前半トリとは1990年以降の紅白において、前半戦（ニュース中断まで）で両軍の締めくくりを務めたことを指す。 - 曲名の後の（○回目）は紅白で披露された回数を表す。 |        |    |                                                |                                |

### テレビドラマ
- 約束（2005年秋放送予定、関西テレビ） - 主演：関ジャニ∞（※放送中止）[68][321][322]
- 関ジャニ∞冬休みドラマスペシャル（関西テレビ）[80]
  - ダイブ・トゥ・ザ・フューチャー（2006年12月27日） - 主演：村上、出演：安田・錦戸
  - ダブル(複体)（2006年12月28日） - 主演：渋谷、出演：丸山・大倉・安田
  - 蹴鞠師（2006年12月29日） - 主演：横山、出演：大倉・錦戸
- 0号室の客（2009年10月23日 - 2010年3月19日、フジテレビ） - 全話出演：横山[323]
  - Second Story「才能のある男」（2009年11月20日 - 12月4日） - 主演：丸山・安田
  - Fourth Story「追い詰められた男」（2010年1月8日 - 29日） - 主演：村上
- 生きてるだけでなんくるないさ（2011年8月20日、日本テレビ） - 主演：村上、全員出演[注 82][107]
- パパドル!（2012年4月19日 - 6月28日、TBS） - 主演：錦戸、全員出演[113]
  - パパドル! 特別編（2012年5月3日）[311]

### 映画
- エイトレンジャー シリーズ（堤幸彦監督、東宝） - 主演：関ジャニ∞
  - エイトレンジャー（2012年7月28日公開）[116]
  - エイトレンジャー2（2014年7月26日公開）[135]

### オリジナルビデオ
- 8UPPERS FEATURE MUSIC FILM（2010年10月20日発売[注 83]／中村哲平監督） - 主演：関ジャニ∞[98]

### 舞台
- KYO TO KYO（シアター1200）
  - KYO TO KYO（1997年8月7日 - 12月10日） - 出演：横山・渋谷・村上[324]
  - 春公演（1998年4月18日 - 7月12日） - 出演：関西ジャニーズJr.[325]
  - サマーフェスティバル（1998年7月18日 - 8月31日） - 出演：関西ジャニーズJr.[325]
  - 秋公演（1998年9月6日 - 11月29日） - 出演：関西ジャニーズJr.[325]
- MASK（1997年12月6日 - 27日、大阪松竹座） - 出演：関西ジャニーズJr.（※大倉以外）[注 84][324]
- ANOTHER（2002年8月4日 - 25日、大阪松竹座） - 主演：関西ジャニーズJr.、出演：大倉[10]
- 関ジャニ∞ サマースペシャル（大阪松竹座） - 主演：関ジャニ∞[注 85]
  - DOUTON BOYS（2003年8月2日 - 24日）[51]
  - サマー・ストーム（2004年8月7日 - 29日、33公演）[59]
  - Magical Summer（2005年8月5日 - 28日）[62]
  - Another's "ANOTHER"（2006年8月3日 - 27日、58公演）[326]
- DREAM BOY シリーズ
  - DREAM BOY（2004年1月8日 - 31日、帝国劇場） - 出演：関ジャニ8（※錦戸・内以外）[327]
  - DREAM BOY（2004年、梅田コマ劇場）
    - KAT-TUN&関ジャニ8編（4月30日 - 5月7日） - 主演：関ジャニ8（※錦戸・内以外）[327]
    - タッキー編（5月8日 - 5月21日） - 出演：関ジャニ8（※錦戸・内以外）[327]

  - Hey! Say! DREAM BOY（2005年4月27日 - 5月15日、梅田芸術劇場） - 主演：関ジャニ∞（※村上以外）[64]
  - KAT-TUN VS 関ジャニ∞ DREAM BOYS（2006年1月3日 - 29日、帝国劇場） - 主演：関ジャニ∞[326]

### ラジオ
- 聞くジャニ∞（2004年10月2日 - 2009年4月4日、MBSラジオ）[59]
- 関ジャニ∞のレコメン!（文化放送）
  - 関ジャニ∞のレコメン! ラジオ史上最大の公開録音スペシャル（2015年1月15日）[146]
  - 関ジャニ∞のレコメン! 〜あれから8年スペシャル〜（2020年12月19日）[328][注 86]
- 関ジャニ∞ プレミアムジャム（2017年6月25日、TOKYO FM）[329]
- 関ジャニ∞のオールナイトニッポン（2020年7月1日[注 87]・2021年11月9日、ニッポン放送）[211][213]

### インターネット配信
- 関ジャニ∞TV（2019年 - 、FAMILY CLUB[注 88]）
  - 関ジャニ∞TV（2019年11月1日 - 2024年2月4日）
  - SUPER EIGHT TV（2024年2月4日 - ）
- 関ジャニ∞WAAAAALK!（2021年9月1日 - 2022年1月28日、YouTube）[225][注 89]

| 回 | 配信年 | 配信日   | タイトル                                                 | 備考      |
| -- | ------ | -------- | -------------------------------------------------------- | --------- |
| 0  | 2021年 | 9月1日   | 関ジャニ∞ ドラゴンクエストウォーク2周年アンバサダー就任! |           |
| 1  | 2021年 | 9月18日  | 俺の相棒!                                                |           |
| 2  | 2021年 | 9月28日  | 理想の花嫁討論会!                                        |           |
| 3  | 2021年 | 10月18日 | ドラゴンクエストウォークあるある                         | [ 注 90 ] |
| 4  | 2021年 | 10月28日 | あるあるお悩み相談室                                     | [ 注 90 ] |
| 5  | 2021年 | 11月8日  | これが俺のウォークモード!                                | [ 注 90 ] |
| 6  | 2021年 | 11月28日 | ドラゴンクエストウォーククイズ                           |           |
| 7  | 2021年 | 12月18日 | かいしんの1枚を撮ろう!                                   |           |
| 8  | 2022年 | 1月8日   | メンバーの"こころ"を考えてみよう!                        |           |
| 9  | 2022年 | 1月28日  | DQウォーク愛を語ろう!                                    |           |

- THE FIRST TAKE（YouTube）
  - 「ズッコケ男道」「友よ」（2024年1月3日[注 27]）[257][258]
  - 「大阪ロマネスク[注 91]」（2024年1月24日）[330]

### 企業キャラクター
- 『プレミアムフライデー』ナビゲーター（2017年2月 - 2019年2月、プレミアムフライデー推進議会）[164]
- 『スパイダーマン:ホームカミング』ジャパンアンバサダー（2017年3月 - 8月、ソニー・ピクチャーズ エンタテインメント）[165]
- 大阪観光シンボルキャラクター（2018年4月 - 、大阪観光局）[176]
- ユニバーサル・スタジオ・ジャパン（2018年 - 2019年）
  - クリスマス・アンバサダー（2018年11月 - 2019年1月）[187]
  - クリスタル・クリスマス・アンバサダー（2019年11月 - 2020年1月）[200]
- 『ドバイ国際博覧会』日本館PRアンバサダー（2019年12月 - 2022年3月、ドバイ国際博覧会）[204]
- 『ドラゴンクエストウォーク』2周年アンバサダー（2021年9月 - 2022年2月、スクウェア・エニックス）[225]
- 『なんぼや』イメージキャラクター（2022年1月 - 2024年1月、バリュエンスジャパン）[232]
- 『DAM』アンバサダー（2025年4月 - 、第一興商）[274]

### CM
※出典を参照。
※2024年現在放映中のCMのみ太字で表記。
- ヤン坊マー坊天気予報（1999年） - ヤンマー創立40周年記念CM。初の実写。錦戸、安田が出演。渋谷が歌を担当している。
- ハウス食品（2005年）
  - 好きやねん（2005年、関西地区限定放送）
- 大塚製薬（2006年、2015年 - 2016年）
  - オロナミンC（2006年7月、2015年3月 - 2016年9月） - 2006年のみ錦戸・大倉
- 東京ニュース通信社（2006年）
  - 週刊TVガイド（2006年12月）
    - クリスマス超特大号
    - お正月超特大号
- 日清食品（2007年 - 2008年）
  - 日清焼そばU.F.O.（2007年3月 - 2008年11月）
- エムティーアイ（2010年 - 2016年）
  - music.jp（2010年10月 - 2016年10月）
- 森永製菓（2011年 - ）
  - ハイチュウ（2011年2月 - 2019年10月）
  - ICE BOX（2013年4月 - 7月） - 丸山・安田・錦戸
  - ハイチュウプレミアム（2014年4月 - 2020年8月）
  - チョコモナカジャンボ、バニラモナカジャンボ（2015年4月 - ）
  - 小麦麦芽のクラッカー（2018年4月 - 2019年4月） - 横山・村上
  - 森永甘酒（2019年7月 - 2022年3月） - 横山・丸山
- カプコン（2011年）
  - モンスターハンターポータブル3rd（2011年3月） - 横山・渋谷・村上・丸山
- 東宝（2011年）
  - クレヨンしんちゃん 嵐を呼ぶ黄金のスパイ大作戦（2011年4月）
- サントリー（2012年 - 2013年）
  - C.C.レモン（2012年3月 - 7月）
    - 地中海レモン 篇
    - ずらり登場 篇
    - ビーチ・ボトルズ
    - ビーチ・ボトルズ ストロング 篇

  - C.C.サイダー（2013年4月 - 7月）
    - 駆け抜ける青春「追われる」&「追う」篇
    - 青春の見送り 篇
- ジャパンゲートウェイ（2012年）
  - SCALABO（2012年5月 - 12月）
    - 実はCM決まってます 篇
    - 二色ない 篇
    - チケットキャンペーン 篇
    - 映画『エイトレンジャー』篇
    - 健康な髪はスカルプケアから 篇
    - スカラボはスカルプシャンプーや 篇
    - 自分の頭皮を見よう 篇
- セブン-イレブン・ジャパン（2012年 - 2019年）
  - セブン-イレブン（2012年7月 - 2014年7月、2018年7月 - 2019年6月）
- テイチクエンタテインメント（2013年）
  - 8EST（2013年1月）
- 大阪メトロポリス（2013年）
  - OMPタワー（2013年7月、関西地区限定放送）[333]
    - 街を着こなす3人。篇
- 任天堂（2013年・2014年）
  - Wii Party U（2013年10月 - 11月） -  丸山・安田
  - Wii U（2013年12月 - 2014年1月） - 丸山・安田
  - マリオ&ソニック AT ソチオリンピック（2013年11月） - 横山・村上・安田・大倉
  - ドンキーコングトロピカルフリーズ（2014年1月 - 2月） - 横山・渋谷
  - マリオカート8（2014年5月）
- 第一興商（2014年・2025年）
  - DAM（2014年2月・2025年4月）[274]
- 損害保険ジャパン日本興亜 → 損保ジャパン日本興亜ひまわり生命保険（2014年）
  - 損害保険ジャパン日本興亜（2014年5月 - 2015年3月）
    - 看板の出会い 篇
    - 看板がゆく 篇 - 齋藤孝と共演

  - 損保ジャパン日本興亜ひまわり生命保険（2014年9月） - ベッキーと共演
- King Japan（2015年 - 2016年）
  - キャンディークラッシュソーダ（2015年5月 - 7月）
  - キャンディークラッシュゼリー（2016年1月 - 2月）
- ソニー・ピクチャーズ エンタテインメント（2017年）
  - スパイダーマン:ホームカミング（2017年8月）
- JRA日本中央競馬会（2018年）
  - 第59回 宝塚記念「緊張の夏」篇（2018年6月） - 横山・村上・錦戸
- ユニバーサル・スタジオ・ジャパン（2018年 - 2020年）
  - ユニバーサル・ワンダー・クリスマス（2018年11月 - 2019年1月）
  - ユニバーサル・クリスタル・クリスマス（2019年11月 - 2020年1月）
- スクウェア・エニックス（2021年 - 2022年）
  - ドラゴンクエストウォーク（2021年9月12日 - 2022年2月28日）[225][注 92]
- バリュエンスジャパン（2022年 - 2024年）
  - なんぼや（2022年4月 - 2024年1月）[334]
- バンダイナムコエンターテインメント（2022年）
  - 太鼓の達人 ドンダフルフェスティバル（2022年9月 - 2023年3月）[335]

## ブログ
※複数名のブログのみ。個人のブログはそれぞれのページを参照。
- Johnny's web[注 93]
  - 関ジャニ戦隊∞レンジャー（2005年 - ）
    - 関ジャニ戦隊∞レンジャー（2005年5月 - 2024年2月）[336]
    - スーパーエイトレンジャー（2024年2月 - ）[337]

  - やすば（2005年 - 2014年） - 渋谷・安田
    - チンパンジーから男前にメールがきたよ。（2005年12月 - 2009年12月）[338]
    - やすば（2009年12月 - 2014年12月）[339]

  - 倉'yas（2009年9月 - 12月） - 安田・大倉[340]
  - ペコ写゛ニ∞!（2017年10月 - 12月）[341]

## 受賞歴
日本ゴールドディスク大賞
- 第22回（2007年）
  - ザ・ベスト・ミュージック・ビデオ
    - 『47』

- 第32回（2017年）
  - ベスト・ミュージック・ビデオ
    - 『関ジャニ'sエイターテインメント』

- 第34回（2019年）
  - ベスト・ミュージック・ビデオ（邦楽）
    - 『関ジャニ'sエイターテインメント GR8EST』
    - 『十五祭』

- 第36回（2021年）
  - ベスト5アルバム（邦楽）
    - 『8BEAT』

オリコン年間ランキング
- 2008年度 オリコン年間 ミュージックDVDランキング
  - 作品別売上枚数 年間1位
    - 『47』

  - 作品別売上金額 年間1位
    - 『47』

  - アーティスト別売上金額 年間1位
    - 『47』

- 2008年度 オリコン年間 DVDランキング
  - 作品別売上金額
    - 『47』

Billboard JAPAN MUSIC AWARDS
- 2011年度
  - Billboard Japan Hot Animation of the Year 2011 年間1位
    - 「T.W.L」

## グループ内のユニット
※以下のユニットは公式でユニット名を公表しているものに限り、その他のユニットはユニット名の無い状態で楽曲を収録または披露している。
すばるBAND（渋谷・丸山・安田・大倉）
渋谷がボーカル・リズムギター・作詞、丸山がベース、安田がリードギター・作曲、大倉がドラムを担当する4人編成バンド。
2002年12月、『関ジャニ8 Xmasパーティー』にて初めてこのバンド体制でステージに立ち、Hi-STANDARDの「My First Kiss」を披露した。翌年『関ジャニ8サマースペシャル DOUTON BOYS』で、渋谷作詞・安田作曲の初のオリジナル楽曲「Soul way」を歌った。ほかのオリジナル曲に「ONE」（アルバム『KJ1 F・T・O』収録）がある。
三兄弟（横山・安田・渋谷）
作詞を長男のユウ（横山）、作曲とアコースティックギター演奏を次男のチパ（安田）、ボーカルを三男のバル（渋谷）が担当するバンド。三人は兄弟という設定。ヤンキー風の学ランがコスチューム。
2002年、ユウを中心に結成。2003年12月の『関ジャニ8 Xmasパーティー2003』にて初登場し、以降2005年まで毎年12月のクリスマス公演で新曲を披露した。オリジナル曲「プリン」「オニギシ」がアルバム『KJ1 F・T・O』の通常盤・初回プレス特典に収録されている。
山田（丸山・安田）
丸山がボケ、安田がツッコミを担当する漫才コンビ。丸山の「山」と安田の「田」で「山田」と名付けた。DVD『Excite!!』にオリジナル漫才「手紙」が収録されている。2010年のドラマ『0号室の客』では「トリプルダイナマイト」という漫才コンビという設定で出演。その時には安田がボケ、丸山がツッコミだった。
松原かずひろ.（渋谷・村上）
渋谷がボケ、村上がツッコミを担当する漫才コンビ。「松原かずひろ」が渋谷で「.（ドット）」が村上を表している。コンサートだけでなく『HEY!HEY!HEY! MUSIC CHAMP』や『ザ少年倶楽部』などのテレビ番組でもコントを披露したことがある。
侍戦士（サムライソルジャー）（錦戸・丸山・村上）
錦戸が作詞を手がけた｢ビースト!!」が アルバム『JUKE BOX』の通常盤に収録されている。
伝説の狩人・ヨシャオ族（横山・渋谷・安田・大倉）
ヨシャオ族名義で作詞を手がけ、伝説の狩人として歌った｢狩（仮）」がアルバム『JUKE BOX』の通常盤に収録されている。
関ジミ3、大山田 (丸山・安田・大倉)
3人が作詞を、丸山とTAKESHIが作曲を手がけた｢my store 〜可能性を秘めた男たち〜」がアルバム『関ジャニ∞の元気が出るCD!!』の通常盤に収録されている。他、未音源化曲で「明日」「モナコブルー」がある。（名付け親は渋谷で由来は関ジャニ∞で地味な3人である）

## エピソード

### 6人体制で訪れた解散の危機
2018年2月に渋谷が事務所に脱退の意向を伝える以前から、横山は渋谷から脱退の相談を受けており、渋谷脱退を最初にメンバーに伝える役割を担った。横山はパニックになり、渋谷を止められなかった責任を感じたという。
2018年7月に渋谷が関ジャニ∞としての活動を終了し、安田の負傷も重なり、6人で開催されたツアーは全員が満身創痍の状態であった。大倉は「絶妙に保っていたバランスが急に崩れ、心は擦り切れて限界に近づいていた」、村上は「メンタルが疲れていた。人生と向き合うタイミングになった」と説明。
5大ドームツアーと台湾公演を終えた2018年9月からグループ活動の休止や解散も視野に入れた話し合いが重ねられ、また自分の人生、今後の生き方についてメンバー全員で考え、翌2019年3月までに錦戸の脱退が決まった。
「世間的に見てリードボーカルがいなくなってるし、屋号（グループ名）を無くすか」という話も出た中、横山と村上は二人きりで話し合いをし「（横山か村上の）どっちかが抜けるのはない。一蓮托生じゃないか。」と語り、安田は「グループを強くしてくれたのは脱退」と話した。

### グループ名の改名
2024年2月4日、ジャニー喜多川による性加害問題の影響で、表記の変更はありつつも2002年の結成時から約22年間使用し続けてきた「関ジャニ∞」から「SUPER EIGHT」（スーパーエイト）にグループ名を変更した。
改名にあたり、メンバー内で新しいグループ名の話し合いが行われたが「メンバーのみの話し合いでは埒が明かない」として、同年10月4日から10日にかけて、ファンクラブで新しいグループ名の案を募集した。なお、「公募」ではなく、あくまで「相談」としており、「ファンから募集した中から決める」という方法ではなく参考程度に留め、最終ジャッジはメンバーのみで決めたという。
改名に伴い、「関ジャニ∞」名義での最後の音楽作品は、2024年1月24日に発売された50thシングル『アンスロポス』となった。
当初は新グループ名を「∞」（エイト）とする候補もあがっていたものの、「『∞』だけだと寂しい」「物足りない」とメンバーが感じ、関ジャニ∞の「関ジャニ」に対する思いが強く、それに匹敵するものは何か考え、横山が「SUPER」を付けることを他のメンバーに提案した。その後、表記も考え、最終的に一番字数や字画が良かった「SUPER EIGHT」に決定したという。

#### 改名の経緯
- 2023年10月2日、ジャニーズ事務所がジャニー喜多川による性加害問題に対する会見を行い、新しく社長となった東山紀之が「『（グループ名を）変えていく』と聞いております」と発言し、グループ名の改名に向けて動いていることを公表[360]。更に同日には自身のファンクラブ内の動画コンテンツ『関ジャニ∞TV』にて、メンバー内で新しいグループ名の話し合いを行ったことやファンクラブで新しいグループ名の案を募集することを発表した[357][358]。
- 同年10月3日（2日深夜）、村上がMCを務める『午前0時の森』（日本テレビ系列）にて、同じくMCを務める劇団ひとりからの質問に答える形で、グループの改名および新会社への移籍や契約にまつわる話を東山らの会見後初めて地上波でコメントした[357][358]。
- 同年10月4日、ファンクラブで新しいグループ名の募集を開始した[357][358]。
- 同年10月12日、ファンから募集した案を踏まえた話し合いの結果、新しいグループ名を2つに絞り、商標登録など兼ね合いでその名称が使用可能かを確認していることを公表した[361][362]。
- 同年10月17日、旧所属事務所であるジャニーズ事務所が社名を『SMILE-UP.』に変更[253]。SMILE-UP.はタレントのマネジメント業務を廃止予定だが、ジャニーズ事務所が行っていたマネジメント業務を引き継ぐための新たなエージェント会社・STARTO ENTERTAINMENTの設立および契約移行まで暫定的に所属事務所はSMILE-UP.となった[254]。その後、2024年4月10日よりSMILE-UP.からSTARTO ENTERTAINMENTに移籍した[3]。
- 2024年1月1日、『関ジャニ∞TV』にて新グループ名での活動開始日が「同年2月4日」であることを発表[22]。
- 同年2月4日、グループ名が「SUPER EIGHT」（スーパーエイト）に変更された[22][7]。同日にはレギュラー出演している『関ジャム 完全燃SHOW』（テレビ朝日系列）に出演し、SUPER EIGHTとして初のテレビ出演を果たした[363]。
- 同年2月16日、『ミュージックステーション』（テレビ朝日系列）に改名後初出演し、SUPER EIGHTとして初歌唱を果たした[364][365]。

#### 改名の余波
改名に伴い、関ジャニ∞の冠番組だった『関ジャニ∞の あとはご自由に』（フジテレビ系列）の番組名が『SUPER EIGHTの あとはご自由に』に変更された。
なお、同じく関ジャニ∞の冠番組だった『関ジャム 完全燃SHOW』（テレビ朝日系列）に関しては、テレビ朝日が「番組名の変更を検討中」とコメントしている。また、改名当日に放送された同番組の冒頭でグループ名の変更の報告と共に、同番組の番組名の変更も検討しており、スタッフとの協議の末に今後の放送で詳細を発表する予定であることを明かした。その後、同年3月3日に、同年4月より番組名を『EIGHT-JAM』に変更することを発表した。
同じく関ジャニ∞の冠番組だった『ありえへん∞世界』（テレビ東京系列）に関しては、関ジャニ∞の「∞」を冠しているものの、テレビ東京は番組名を変更しない予定であることを明かした。
『ミュージックステーション』（テレビ朝日系列）に出演した際に、関ジャニ∞名義の楽曲「勝手に仕上がれ」の歌詞に当時のグループ名の読み方「かんじゃにえいと」をローマ字表記にした「KANJANIEIGHT」を全員で連呼する部分があり、改名により、「S・U・P・E・R！SUPER！E・I・G・H・T！（スーパー イーアイジーエイチティー）」に歌詞を変更した。その後、この変更バージョンを改名後初のアルバム『SUPER EIGHT』に「"超"勝手に仕上がれ」として収録された。
グループ名の変更に伴い、改名前まで使用されていた「クチビルくん」の歯にあたる部分の文字が「KANJANI」から「EIGHT」に変更され、色も赤から金色に変更された。
メンバーが女装し、関ジャニ∞の「妹分」として活動していたキャンジャニ∞は、同年4月1日にグループ名を「CANDY EIGHT」に変更した。

## 書籍

### 写真集
- 『関ジャニ∞「えっ!ホンマ!?ビックリ!! TOUR 2007」密着ドキュメント写真集』角川グループパブリッシング、2007年11月22日。ISBN 978-4-04-894206-5。
- 『for No.∞』講談社、2012年10月10日。ISBN 978-4-06-352835-0。

### 楽譜
- 『オフィシャル・スコア 関ジャニ∞ / バンド・セレクション』ドレミ楽譜出版社、2012年4月30日。ISBN 978-4-285-13333-2。
- 『オフィシャル・スコア 関ジャニ∞ / ピアノ・セレクション』ドレミ楽譜出版社、2012年4月30日。ISBN 978-4-285-13332-5。

### 雑誌連載
- 週刊TVガイド（東京ニュース通信社）
  - 「関ジャニ∞のむっちゃ好きやねん」
  - 「∞ BEAT SHOW!!」（2015年5月8日号 - 2024年4月5日号）[370]
  - 「SUPER EIGHT BEATSHOW!!」（2024年4月12日号 - ）
- TV LIFE（ワン・パブリッシング）「関ジャニ∞の知っててナンボEE（ENJOY EVERYDA）道！」
- TVぴあ
  - 「8meets!」（ - 2016年2月10日号）[371]
  - 「関ジャニ∞の勉強しまっせ!」（ - 2016年2月10日号） - 関西版[371]
- Kansai Walker（KADOKAWA）
  - 「関ジャニのジャニ勉!?」
  - 「関ジャニのジャニ勉 撮れたてショット！」
  - 「関ジャニのジャニ勉 最前線リポート」
- WiNK UP「やってまエイト！」
- POTATO「関ジャニ∞のなんぼのもんヤ!」
- duet「eighter's land GT」
- ポポロ（麻布台出版）「関ジャニ∞相談塾」
- with（講談社）
- MEN'S NON-NO（集英社）「関jam∞」（2015年1月号 - 2022年7月号）[372][373][374]
- 別冊フレンド「幸せごっこ」
- 日経エンタテインメント!（日経BP社）「魂の歌」（2020年10月号 - 2021年3月号）[375][376]
- KANSAI1週間「週刊関ジャニ通信」]
- サンケイスポーツ
  - 「感謝の一曲」（2004年12月18日[377] - ）
  - 「関ジャニ8今昔物語」（2006年8月5日 - 8月26日）[378] - 「ANOTHER's "ANOTHER"」に際した特別連載
  - 「週刊ほんじゃに!」 - 関西版
- 朝日新聞「コトバダマ」 - 大阪本社発行の朝刊のみ掲載
- デイリースポーツ
  - 「密着冒険JAPAN!関ジャニ∞MAP」
  - 「関西ジャニーズ 未来万博」 - ジャニーズWEST、関西ジャニーズJr.と共に掲載

### 漫画
- ほんまに関ジャニ∞! - メンバーをモデルにしたみやうち沙矢の漫画。『別冊フレンド』に連載された。全5巻。
- おおきに関ジャニ∞! - 『ほんまに関ジャニ∞!』の続編。全5巻。